# Hennes Weisweiler
Hans „Hennes“ Weisweiler (* 5. Dezember 1919 in Lechenich, heute zu Erftstadt gehörend; † 5. Juli 1983 in Aesch bei Birmensdorf, Schweiz) war ein deutscher Fußballspieler und -trainer. Unter der Ausbildungsleitung von Sepp Herberger erwarb er als Spieler des 1. FC Köln im Winter 1947/48 die Trainerlizenz. Von 1957 bis 1970 leitete er Lehrgänge an der Deutschen Sporthochschule Köln zur Ausbildung von Fußballlehrern. Sein 1959 veröffentlichtes Lehrbuch Der Fußball. Taktik, Training, Mannschaft galt als Standardwerk für die Ausbildung von Fußballtrainern aller Leistungsklassen und als Orientierungshilfe für die Gestaltung des Trainings.
Durch seine Arbeit mit der Mannschaft von Borussia Mönchengladbach, die er mit einem offensiven Spielsystem bei konsequentem Einbau junger Spieler innerhalb weniger Jahre vom Regionalligisten zu einem europäischen Spitzenteam formte, galt Weisweiler in den 1970er Jahren als einer der besten Vereinstrainer weltweit. Er übernahm die Borussia 1964, führte die Mannschaft im Jahr darauf in die Bundesliga und gewann mit der „Fohlen-Elf“ in den Jahren 1970, 1971 und 1975 dreimal die deutsche Meisterschaft, 1973 den DFB-Pokal und 1975 den UEFA-Cup.
Mit dem 1. FC Köln, dessen Maskottchen und Wappentier, der Geißbock Hennes, seit 1950 nach Weisweiler benannt ist, feierte er 1977 den Gewinn des DFB-Pokals und im Jahr darauf mit dem Double den bislang größten Erfolg der Vereinsgeschichte.
Nachdem beim FC Barcelona ein erstes internationales Engagement in der Spielzeit 1975/76 nach nur neun Monaten Tätigkeit durch vorzeitige Vertragsauflösung geendet hatte, wurde er mit New York Cosmos 1980 Meister der North American Soccer League. In der Schweiz feierte er im Juni 1983 mit dem Grasshopper Club Zürich einen weiteren Double-Erfolg. Drei Wochen später, am 5. Juli, erlag Weisweiler einem Herzinfarkt.

## Werdegang zum Fußballtrainer und -lehrer 1936–1947
Hennes Weisweiler wuchs in Erftstadt-Lechenich in der Nähe von Köln auf. Das Fußballspielen begann er beim VfB Lechenich (seit 1974 VfB Erftstadt). Nach der Mittleren Reife wechselte er nach Köln in die Höhere Handelsschule. Ab 1935 war der Sohn eines Prokuristen Mitglied der Leichtathletikabteilung des Kölner BC 01 im Stadtteil Klettenberg. Mit 17 Jahren gab er beim Lokalderby gegen den VfL Köln 1899 seinen Einstand in der Seniorenmannschaft der Fußballabteilung des KBC. Unter Spielertrainer Jupp Bleser debütierte er in der Gauliga Mittelrhein.
Nach dem Abitur begann Weisweiler 1938 ein Volontariat als Lebensmittelgroßhändler. In den Kriegsjahren war er der Flugabwehr zugeteilt, in Greifswald ausgebildet und in Quakenbrück stationiert. Als die Wehrmacht ihn nach München versetzte, spielte er dort zeitweise für Wacker München Fußball. In Danzig geriet er in Gefangenschaft, von wo er 1945 wieder in die linksrheinische Heimat kam. Nach der Rückkehr in seine Heimatstadt – es war die Zeit der großen Tauschgeschäfte, woran sich Weisweiler mit „organisierten“ Briketts, Fleischpaketen und selbst Delikatessen wie Sekt und Cognac beteiligte –, widmete er sich dem Wiederaufbau des VfB Lechenich, bei dem er auch als Trainer tätig war. Im benachbarten Köln meldete sich der 27-Jährige an der zum 1. Juni 1947 eröffneten Sporthochschule für den ersten Ausbildungslehrgang zum Fußballtrainer an, den er als Klassenbester abschloss.

## Mit dem 1. FC Köln in die Oberliga 1948–1952

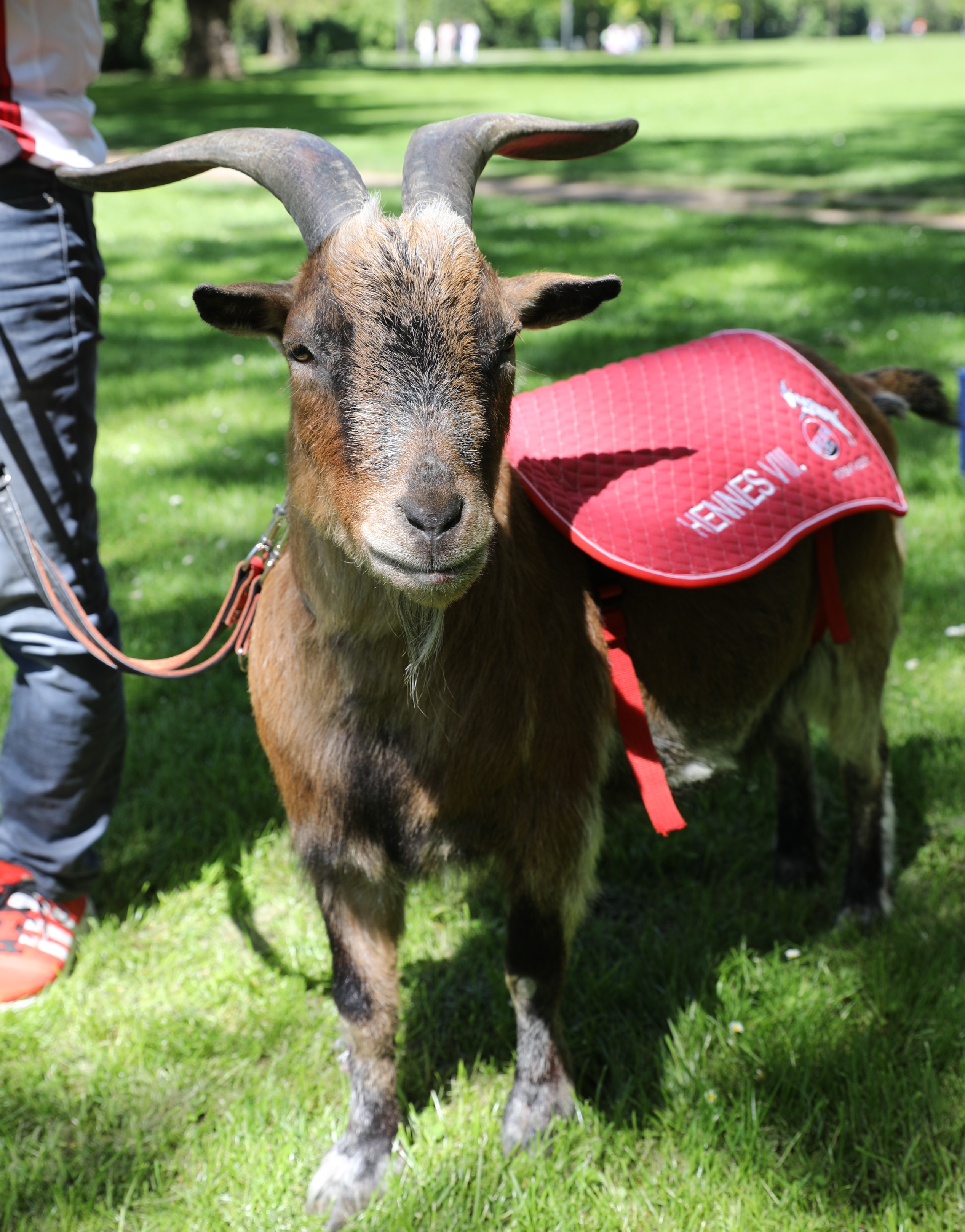
Das Wappentier des 1. FC Köln, der Geißbock „Hennes“ (hier: „Hennes VIII.“), wurde 1950 nach dem damaligen Spielertrainer Weisweiler benannt

Beim Kölner Ballspiel-Club 01 bemühte sich Franz Kremer, ab Februar 1947 Vorsitzender des Vereins, um den Wiederaufbau. Neben anderen ehemaligen Spielern überzeugte er Hennes Weisweiler zur Rückkehr nach Köln-Klettenberg. Der Mann aus Lechenich war ein auf nahezu allen Positionen verwendbarer, vornehmlich von Kampf- und Einsatzwillen lebender Kraftfußballer, der mehrfach in die Kölner sowie während des Krieges in die Münchner Stadtauswahl berufen worden war. Nach der Fusion mit der SpVgg Sülz 07 zum 1. Fußball-Club Köln 01/07 qualifizierte sich die von Karl Flink trainierte Mannschaft in der Saison 1947/48 für die Aufstiegsspiele in die Oberliga West, verlor diese aber gegen Rhenania Würselen. Weisweiler verletzte sich während des Rückspiels schwer und musste ins Krankenhaus gebracht werden. Am Tag darauf ging in der Stadt das Gerücht um, er sei an den Folgen der Verletzung gestorben. Zutreffend war, dass Weisweiler einen Schädelbasisbruch erlitten hatte.
Der 1. FC Köln wurde 1948/49 in seiner Gruppe der Rheinbezirksliga Meister. Neben dem wiedergenesenen Weisweiler stand der junge Hans Schäfer beim 1. FC Köln auf dem Platz. In den Relegationsspielen setzte sich die Mannschaft des zwischenzeitlich als Spielertrainer agierenden Weisweiler gegen Bayer 04 Leverkusen durch und stieg in die Oberliga West auf.
In der ersten Oberliga-Spielzeit 1949/50 belegte der Aufsteiger am Saisonende den fünften Platz. Die Stammbesetzung hatte sich gegenüber der Vorsaison kaum verändert. Weisweiler, der inzwischen auf die linke Abwehrseite gerückt war, nachdem er als Stürmer begonnen hatte, spielte zu jener Zeit in der Repräsentativ-Auswahl des Westdeutschen Fußball-Verbandes.
In der Spielzeit 1951/52 verfehlte der Spielertrainer mit seiner Mannschaft den erhofften Einzug in die Endrunde um die deutsche Meisterschaft. Im Verein mehrten sich die Stimmen, die seine Ablösung forderten. Im Sommer 1952, nach Ablauf der Saison, trennte sich der Verein schließlich von Weisweiler.
Er bestritt in den Jahren 1949 bis 1952 insgesamt 62 Oberligaspiele für den 1. FC Köln. Zu seinen Fähigkeiten als Spieler meinte er später:

„In der Mannschaft spielten mindestens fünf Spieler besser als ich. Aber ich besaß offenbar mehr Durchsetzungsvermögen. Ich machte mir mehr Gedanken um Fußball. Ich entwickelte eigene Ideen.“

Als Trainer etablierte er die Mannschaft mit den zwei fünften Rängen in den Jahren 1950 beziehungsweise 1952 und dem vierten Platz 1951 im oberen Drittel der Oberliga West. Das von Vereinsvorstand Kremer angestrebte Ziel, auf nationaler Ebene eine wichtige Rolle zu spielen, erreichte der 1. FC Köln mit dem erstmaligen Einzug in die deutsche Meisterschaftsendrunde im Jahr nach Weisweilers Abschied unter dessen Nachfolger Helmut Schneider.
Das Geschenk der Zirkuschefin Carola Williams zur Karnevalsfeier im Jahr 1950, ein Ziegenbock, wurde zum Maskottchen und späteren Wappentier des 1. FC Köln. Das Tier wurde auf den Namen Hennes getauft, in Anlehnung an den damaligen Trainer Hennes Weisweiler.

## Rheydter Spielverein 1952–1954
Zur Spielzeit 1952/53 engagierte der Rheydter Spielverein Weisweiler als Trainer. Der Verein, von seinen Anhängern „Spö“ genannt, erhoffte sich mit der Verpflichtung Weisweilers den sofortigen Wiederaufstieg. Tatsächlich erreichte der Spielverein mit seinem neuen Trainer hinter dem VfL Bochum die Vizemeisterschaft in der II. Division West 1952/53. Rheydt sicherte sich damit zum zweiten Mal den Aufstieg in die Oberliga. Die Etablierung in der Liga gelang in den beiden Trainerjahren von Weisweiler nicht. Der Rheydter Spielverein belegte am Ende der Saison 1953/54 nur den vorletzten Platz und stieg erneut in die Zweitklassigkeit ab.

## Vom Herberger-Assistenten zum Hochschuldozenten 1954–1955

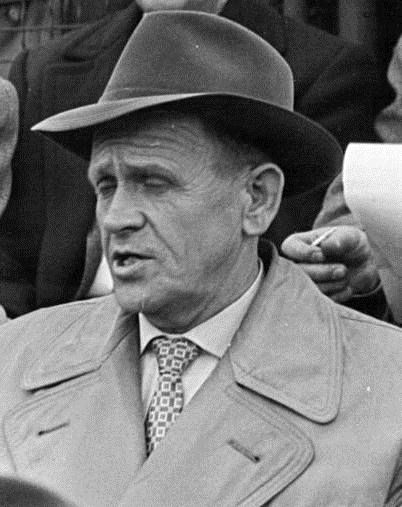
Sepp Herberger, 1956

Nach dem Weltmeisterschafts-Triumph 1954 nutzte Bundestrainer Sepp Herberger die Gelegenheit, beim Deutschen Fußball-Bund (DFB) eine Assistenztrainerstelle für die Nationalmannschaft durchzusetzen. Er wählte hierfür den besten Schüler seines ersten Trainerlehrganges an der Deutschen Sporthochschule (DSHS) aus. Hennes Weisweiler nahm diese neue Aufgabe dankend an. Die anfängliche Begeisterung wich bald der Erkenntnis, dass sich Weisweiler mit seinen Ideen gegenüber dem früheren Lehrmeister nicht durchsetzen konnte. Weisweiler gab die wenig fruchtbare Zusammenarbeit mit Herberger bei der Nationalmannschaft zugunsten einer Rückkehr zum 1. FC Köln auf.
Neben seiner Trainertätigkeit arbeitete Weisweiler bereits seit 1953 für den Deutschen Fußball-Bund. Die Trainerausbildung wurde nach den ersten drei von Herberger durchgeführten Lehrgängen seit 1950 dezentral durch die Landesverbände des DFB durchgeführt. Als zentraler Prüfungsleiter übte Weisweiler ein wichtiges Amt im Lehrgangswesen des Verbandes aus. 1955 nahm er eine Anstellung als Dozent an der DSHS in Köln an. Der DFB bot die Ausbildung zum Fußballlehrer ab 1957 wieder zentral an der DSHS an und übertrug Weisweiler die Leitung. In den 13 Lehrgängen, die unter seiner Führung bis 1970 stattfanden, wobei Weisweiler großteils selbst unterrichtete, erlangten insgesamt 255 Teilnehmer ihren Abschluss. Der DFB benannte die heute noch bestehende Trainerausbildungsstätte an der DSHS im Jahr 2005 in „Hennes-Weisweiler-Akademie“ um. Einer von Weisweilers ersten Schülern, Gero Bisanz, übernahm dessen Nachfolge an der DSHS. Viele andere, wie etwa Zlatko Čajkovski, der später Bayern München und den 1. FC Köln trainierte, sah er wenige Jahre darauf in der Bundesliga auf der gegnerischen Trainerbank wieder.

## 1. FC Köln 1955–1958

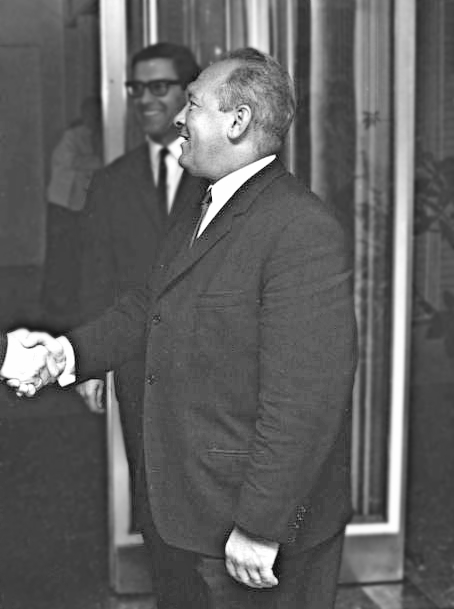
Zlatko (Tschik) Čajkovski 1967 in Bonn

Als Weisweiler im Sommer 1955 zum 1. FC Köln zurückkehrte, fand er eine personell veränderte Mannschaft vor. Das Team zeigte im Saisonverlauf große Formschwankungen. Deutlichen Siegen wie dem 5:1 gegen Fortuna Düsseldorf sowie Erfolgen über die Mitfavoriten aus Dortmund, Schalke und Essen (der amtierende Deutsche Meister hieß Rot-Weiss Essen) standen Niederlagen in Hamborn und Herne gegenüber. Die Mannschaft schloss die Runde 1955/56 auf dem siebten Platz ab. Weisweiler verzichtete trotz zahlungskräftiger Unterstützer des Vereins, insbesondere des in Köln ansässigen Kaufhof-Konzerns, und eines anhaltend hohen Zuschauerzuspruchs auf kostspielige Neuverpflichtungen.
Stattdessen machte er die Kölner Nachwuchsspieler Hansi Sturm, Rudi Eder und Hennes Pfeiffer zu Vertragsspielern. Die Chance auf den zweiten Platz, der zur Endrundenteilnahme berechtigte, blieb bis zum letzten Spieltag offen. Der Weisweiler-Elf fehlte beim 3:3 auf dem Aachener Tivoli ein Tor, um am Duisburger SpV vorbeizuziehen. Mit zwei Punkten Rückstand hinter Titelverteidiger Dortmund, punktgleich mit dem Vizemeister aus Duisburg, erreichte Weisweiler mit Köln den dritten Platz.
Zur Saison 1957/58 führte Weisweiler seinem Kader wiederum ausschließlich Spieler aus dem eigenen Jugend- und Amateurbereich sowie aus dem Rheinland zu. Von den Neuzugängen spielte sich nur Günter Mühlenbock vom Bonner FV mit 27 Einsätzen in die Stammformation, der von TuRa Düsseldorf gekommene Jugendnationaltorwart Fritz Ewert kam auf neun Saisonspiele. Die Mischung aus erfahrenen Spielern wie Nordmann, Stollenwerk, Schäfer oder Röhrig und Nachwuchskräften wie Fendel, Mühlenbock, Sturm und Pfeiffer funktionierte in der Vorrunde (15:15 Punkte) noch nicht. Zudem entstanden vereinsintern Probleme; Weisweiler zerstritt sich mit Präsident Franz Kremer, der mit einem gewissen Hang zur Selbstherrlichkeit und Unfehlbarkeit ausgestattet war und gelegentlich bei der Aufstellung der Mannschaft mitreden wollte. Daneben war ihm im Mittelfeld das mangelhafte Defensivverhalten des 34-jährigen Čajkovski ein Dorn im Auge, was in Weisweilers berühmtem Ausruf „Tschik, decken! Arschloch!“ gipfelte. Mit 25:5 Punkten in der Rückrunde erspielte sich Weisweilers Mannschaft zum Rundenschluss hinter Schalke 04 die Vizemeisterschaft in der Oberliga West und setzte sich anschließend in der Qualifikation zur deutschen Endrunde gegen den 1. FC Kaiserslautern durch. In ihrer Endrundengruppe blieb die von Weisweiler trainierte Elf jedoch chancenlos.

## SC Viktoria Köln 1958–1964
Zur Saison 1958/59 wechselte Weisweiler auf die „schäl Sick“, die andere Rheinseite, zu Viktoria Köln. Dieser Verein war im Jahr zuvor durch Fusion der beiden spielstärksten rechtsrheinischen Kölner Vereine Preußen Dellbrück und SC Rapid entstanden. Preußen Dellbrück spielte zwar wie der 1. FC Köln schon seit 1949 in der Oberliga, verlor im Lauf der Jahre aber an Boden und kämpfte zuletzt gegen den Abstieg.
Der Start in die Runde missglückte. Nach sieben Punktspielen zierte die Viktoria mit 0:14 Punkten das Tabellenende. Laut Ludger Schulze, dem Autor des Trainerbuchs Die großen Fußballstrategen, soll in der Domstadt deswegen das Gerücht entstanden sein, Weisweiler sei vom 1. FC Köln geschickt worden, um den Lokalrivalen zu schädigen. Nach und nach etablierte er die Viktoria mit Spielern wie Günter Habig, Jean Löring, Carl-Heinz Rühl und Gero Bisanz im Mittelfeld der Oberliga. Unter seiner Leitung erzielte die Mannschaft des SC Viktoria 04 1962/63 mit 81 Toren die meisten Treffer aller West-Vereine. Die Spiele gegen die ungarische Spitzenmannschaft Ferencváros Budapest in der ersten Runde des europäischen Messepokals waren Saisonhöhepunkte. SC Viktoria 04 siegte zwar im Heimspiel mit 4:3, verlor aber in Budapest mit 1:4. Das Ziel, zum FC aufzuschließen, rückte in weite Ferne. Der 1. FC Köln war inzwischen nicht nur eine Spitzenmannschaft im Westen, er gewann 1962 auch erstmals die deutsche Fußballmeisterschaft.
Der DFB führte in der folgenden Spielzeit als neue höchste Spielklasse die Bundesliga ein. Die Viktoria war nach der zugrunde gelegten Zwölfjahreswertung nicht qualifiziert und spielte fortan in der Regionalliga West. In deren Debütsaison 1963/64 verfehlten Weisweiler und die Viktoria mit einem fünften Platz das Ziel Bundesligaaufstiegsrunde.

## Borussia Mönchengladbach 1964–1975

### Mit der „Fohlen-Elf“ in die Bundesliga 1964–1967
Auf Empfehlung von Bundestrainer Sepp Herberger verpflichtete der damalige Regionalligist Borussia Mönchengladbach am 27. April 1964 Hennes Weisweiler als Nachfolger des vorzeitig zum Bundesligisten FC Schalke 04 wechselnden Fritz Langner als neuen Trainer. Borussias Vizepräsident und Manager Helmut Grashoff begründete den Trainerwechsel mit dem Argument:

„Es war an der Zeit, Langner gegen etwas Geniales einzutauschen – gegen einen Trainer, der die volle Entfaltung der hoffnungsvollen Ansätze bewirken könnte.“

Im Rheinland galt Weisweiler schon zuvor als Größe in der Trainer-Branche. Mit der Erfahrung aus zwölf Trainerjahren Oberliga West, der Ausbildung durch Herberger, einem Jahr als Assistent des Bundestrainers und seiner Lehrtätigkeit an der Sporthochschule Köln kam Weisweiler dann Ende April 1964 nach Mönchengladbach, wo er die Borussia bereits in den letzten beiden Spielen der Saison 1963/64 betreute.
Personell hatte er die Abgänge der vorherigen Leistungsträger Horst-Dieter Höttges, Karl-Heinz Mülhausen, Heinz Crawatzo und des Rekordtorschützen Uli Kohn zu verkraften. Gleich mit seinen ersten Neuzugängen gab er die Richtung für seine Vorgehensweise in Mönchengladbach vor. In der Bundesliga-Chronik Die Elf vom Niederrhein wird das von Jenrich und Aretz in die Worte gefasst: „Sein Personal suchte er unter jungen, aufstrebenden, wenn auch unbekannten Talenten.“ Es kamen Bernd Rupp vom SV Wiesbaden aus dem hessischen Amateurlager, Jugendnationalspieler Werner Waddey vom Lokalrivalen 1. FC Mönchengladbach und aus der vereinseigenen Reserve zog er den 19-jährigen Stürmer Jupp Heynckes in das Regionalligateam hoch. Immer wieder vertraute er auf Nachwuchsspieler und versuchte sie zu Leistungsträgern zu entwickeln. Von Beginn an setzte er auf die Spielmacherqualitäten des 20-jährigen Günter Netzer und seine Mannschaft führte die Hinrundentabelle mit 27:7 Punkten an. Er stellte den Angriff mit Herbert Laumen, Jupp Heynckes, Bernd Rupp, Günter Netzer und Werner Waddey zusammen. Rupp war mit 22 Jahren der älteste Stürmer im Angriff. Zusammen erzielten diese fünf Spieler 87 der 92 Tore der Borussia in der Regionalliga West 1964/65. Es war die Geburtsstunde der „Fohlen-Elf“. Der Beiname, vom Sportjournalisten Wilhelm August Hurtmanns kreiert, der sich national wie international schnell durchsetzte, bezog sich auf das geringe Durchschnittsalter der Weisweiler-Elf und auf ihre leichtfüßige wie ungestüme Art, Fußball zu spielen. Matthias Weinrich beschrieb den Stil des Gladbacher Trainers so:

„Weisweiler verkörpert den völligen Kontrast zu Vorgänger Langner. Er fördert die individuellen Stärken seiner Jungs, presst sie in kein taktisches Korsett und läßt ihnen auch außerhalb des Rasens Freiräume. Netzer, Heynckes, Rupp & Co. dankten es mit unbekümmertem, technisch starkem und offensivem Spiel, das zusätzlich von Erfolg gekrönt ist.“

Mit 92:39 Toren gewann die Weisweiler-Elf die Meisterschaft 1964/65 in der Regionalliga West. In der Aufstiegsrunde setzte sich der Westmeister gegen den SSV Reutlingen, Holstein Kiel und Wormatia Worms durch und stieg in die Bundesliga auf.
Für das erste Bundesligajahr 1965/66 setzte Weisweiler die personelle Ergänzung der Aufstiegself so fort, wie er es schon in seinem ersten Gladbacher Jahr praktiziert hatte. Er verpflichtete mit Gerhard Elfert, Heinz Wittmann und dem 18-jährigen Jugendnationalspieler Berti Vogts entwicklungsfähige Talente. Seine Mannschaft bezahlte im Fußball-Oberhaus Lehrgeld, mit 29:39 Punkten und 68 Gegentreffern belegte Gladbach den 13. Rang. Für das zweite Bundesligajahr, 1966/67, stand beim „Offensivtrainer“ der Versuch der Abwehrverstärkung durch den Zugang eines neuen Torhüters sowie eines internationalen Verteidigers im Vordergrund. Mit Herbert Wimmer kam zudem noch ein Flügelstürmertalent aus dem mittelrheinischen Amateurlager an den Bökelberg. Weisweiler setzte, wie im Vorjahr bei Berti Vogts, auf das Talent des Ex-Amateurfußballers von Borussia Brand und formte Wimmer auf Anhieb zu einem Stammspieler (34-2) in der Bundesliga. Da jetzt Herbert Laumen mit 18 Treffern seine Torgefährlichkeit unter Beweis stellte, brachte die Angriffsleistung die Weisweiler-Schüler mit 70:49 Toren auf den achten Tabellenrang. Am 7. Januar 1967 hatte die Gladbacher „Torfabrik“ mit einem 11:0-Heimsieg gegen den FC Schalke 04 das erste zweistellige Resultat der noch jungen Ligageschichte erzielt.
Die Fähigkeit von Weisweiler, Spieler individuell zu verbessern, sowohl technisch, taktisch als auch konditionell, führte dazu, dass nach Netzer mit Bernd Rupp, Jupp Heynckes und Berti Vogts drei weitere Gladbacher Spieler in der zweiten Bundesligasaison der Borussia zu Nationalmannschaftseinsätzen kamen. Die Begegnung mit Hennes Weisweiler war von wesentlicher Bedeutung für die Entwicklung von Berti Vogts. Bitter hält in seinem Lexikon der Nationalspieler dazu fest:

„Dieser war nicht nur ein erstklassiger Fußballlehrer und Förderer. Der damals noch kinderlose Weisweiler sah in Berti Vogts so etwas wie seinen Sohn. Es entwickelte sich ein ungewöhnliches Verhältnis, das von menschlicher Wärme und Erfolg geprägt war.“

Auch nach Jenrich und Aretz „erahnte Weisweiler die Fähigkeiten des bei seinem Einstand in der Bundesliga als ein eher unbedarfter, technisch hölzerner Kicker eingestuften Verteidigers und nahm sich des Knaben, der schon früh seine Eltern verloren hatte, wie ein Vater an“. Vogts kam im Laufe seiner Karriere zu 419 Bundesligaeinsätzen und ist damit Borussias Rekordspieler (Stand: 2012).

### Etablierung in der Liga 1967–1969
Die positive sportliche Entwicklung in Mönchengladbach weckte Begehrlichkeiten bei der Konkurrenz. Andere Vereine lockten „Fohlen“ mit Gehältern, die sie am Niederrhein in zwei, drei Jahren nicht verdient hätten. Im Sommer 1967 unterschrieben Heynckes bei Hannover 96, Rupp bei Werder Bremen und Elfert bei Eintracht Braunschweig besser dotierte Verträge. Der Borussen-Trainer entschied sich im Gegenzug dazu, von den zwei Bundesligaabsteigern Düsseldorf und RW Essen den Mittelstürmer Peter Meyer sowie Mittelfeldspieler Peter Dietrich an den Bökelberg zu holen. Aus der Regionalliga West verpflichtete der Verein von Münster den schnellen Flügelstürmer Klaus Ackermann. Aus der Borussen-Jugend wurden das Zwillingspaar Erwin und Helmut Kremers sowie Klaus Winkler in den Lizenzspielerkader übernommen.
Mit der Mittelfeldbesetzung Dietrich, Netzer und Laumen und den drei Angreifern Wimmer, Meyer und Ackermann konnte Weisweiler in seinem dritten Bundesligajahr 1967/68 erstmals unter Beweis stellen, dass mit Schnelligkeit, Technik und Kombinationsvermögen erfolgreicher Offensivfußball den Weg zur Tabellenspitze ermöglichte. Das Mittelfeld war überwiegend spielerisch geprägt, der Sturm basierte auf zwei schnellen Flügelspielern und im Angriffszentrum agierte mit dem Ex-Düsseldorfer Meyer ein neuer Torjäger. Die Borussen erzielten mit 77 Treffern die meisten Tore, noch vor dem neuen Meister 1. FC Nürnberg, und belegten am Saisonende den dritten Rang.

„Erneut hatte Trainer Weisweiler sein Gespür für junge Talente, sein Einfühlungsvermögen und seine Leidenschaft für offensiven Angriffsfußball unter Beweis gestellt. […] Auch ohne Rupp und Heynckes, die für ihre neuen Klubs gerade mal je zehn Tore schossen und damit weit hinter den Erwartungen zurückblieben, festigten die Gladbacher mühelos ihren Ruf als bestes Angriffsteam der Liga.“

Die Leistungsentwicklung des Angreifers Peter Meyer – er hatte in der Saison 1966/67 für Fortuna Düsseldorf in 25 Ligaspielen acht Tore erzielt, unter der Trainingsleitung und im offensiven System von Weisweiler führte er nach den ersten 18 Rundenspielen mit 19 Treffern die Torschützenliste in der Bundesliga an und hatte im Dezember 1967 in der Nationalmannschaft debütiert – sprach für das außergewöhnliche Können des Trainers. Am 9. Januar 1968 brach sich Meyer im Training bei einem Zusammenprall mit Torwart Volker Danner Schien- und Wadenbein und absolvierte nach dem 18. Spieltag durch die Verletzungsfolgen bis zum 23. August 1969 kein Spiel mehr.
Neben „Pitter“ Meyer streifte sich mit Herbert Laumen noch ein weiterer Schützling des Fußballlehrers Weisweiler das Nationaltrikot über. Mönchengladbach wiederholte in der Saison 1968/69 den dritten Platz des Vorjahres. Der vom Soester SV gekommene Olympia-Amateur Hartwig Bleidick spielte auf Anhieb alle 34 Partien – auch da zeichnete sich die Gabe des Talenterkenners und -förderers Weisweiler aus – und verbesserte die Stabilität der Gladbacher Abwehr. Da sein Blick für Talente gleichfalls beim Jugendnationalspieler Winfried Schäfer richtig gelegen hatte, vertrat der Neuzugang den durch diverse Krankheiten fehlenden Peter Dietrich im Mittelfeld. Dazu kam, dass der Nachwuchstorhüter vom VfL Schwerte, Wolfgang Kleff, in bereits neun Bundesligaeinsätzen sein Talent unter Beweis stellte. Mit Herbert Wimmer debütierte ein weiterer Weisweiler-Schützling in der Fußballnationalmannschaft. Das Profil der von Weisweiler geformten Gladbacher Mannschaft wurde mit den folgenden Worten beschrieben:

„Man scherte sich nicht um Sicherheit, man griff einfach an, herzerfrischend und einfallsreich. Die jungen Fohlen vom Bökelberg widersetzten sich jeglicher Rechenschieberlogik, sie spielten sich frei von allen Zwängen, sie stürmten unwiderstehlich nach vorn. 1967 wurden Schalke und Neunkirchen zweistellig besiegt, doch eine Woche nach dem 0:11 in Gladbach gewann Schalke im Pokalspiel mit 4:2. Das war typisch für Gladbach. Lieber mit fliegenden Fahnen untergehen als mit sturer Gemütsverfassung auf Erfolgskurs bolzen.“

### Erste Meisterschaft und Titelverteidigung 1970–1971

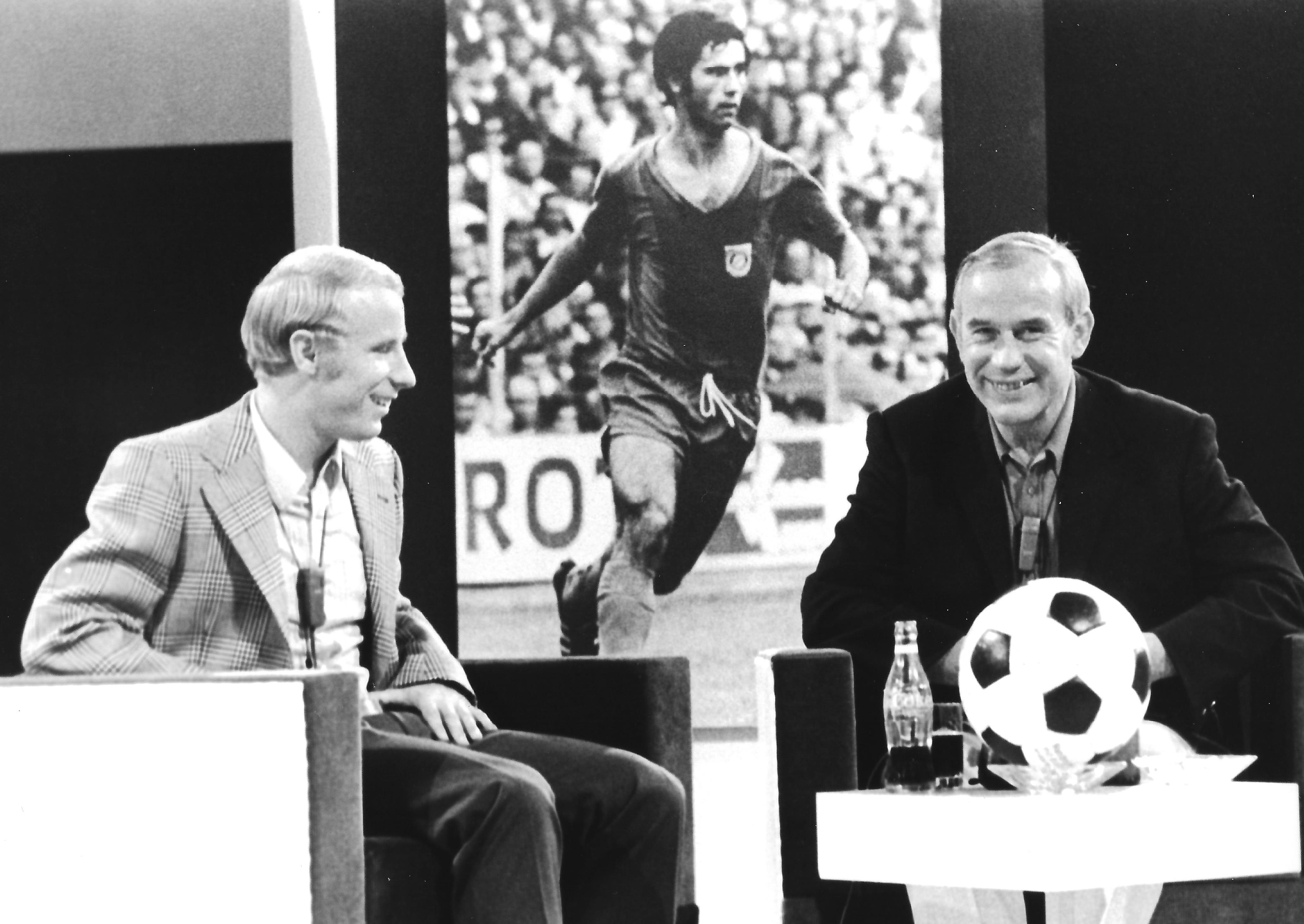
Vogts und Weisweiler, Funkausstellung 1970 in Düsseldorf

In der Bundesligavorschau 1969/70 führte der damalige Chefredakteur des Kicker-Sportmagazins an:

„Horcht man ein wenig im Lande herum, dann hört man auf die Frage nach dem Meisterschaftsfavoriten immer wieder: Mönchengladbach. Die Borussen sind ganz einfach dran!“

Vor allem die personelle Verstärkung in der Defensive durch Vorstopper Ludwig Müller und Libero Klaus-Dieter Sieloff führte zu dieser auch von sportlicher, journalistischer und politischer Prominenz vertretenen Ansicht. Im Lauf der Runde kam hinzu, dass der dänische Linksaußen Ulrik le Fevre sich zu einem der gefährlichsten Flügelstürmer der Liga entwickelte. 1970 gewann Weisweiler mit der Borussia erstmals die deutsche Meisterschaft. Die Meistermannschaft des Jahres 1970 kam der Aussage in seinem Lehrbuch Der Fußball, wo er über die Erkenntnisse aus der Weltmeisterschaft sprach und dabei anführte, „sind wir am Ball, spielen wir alle auf Angriff; umgekehrt spielen alle für die Abwehr, ist der Gegner in Ballbesitz“, sehr nahe. Die Weisweiler-Elf des Jahres 1969/70 stellte eine Einheit dar, die beide Pole des modernen Fußballspiels, Defensive und Offensive, im richtigen Wechsel praktizieren konnte. Borussia war nicht zuletzt durch ihre konsequente Defensivleistung Meister geworden. Sie stellte mit 29 Gegentoren erstmals die beste Verteidigung der Liga. Sieloff und Müller, die beide in nur je einem Meisterschaftsspiel zusehen mussten, hatten sich als Glücksgriffe für die Schwarz-Weißen erwiesen.
Der Aufstieg der „Fohlen“, die Entwicklung zu einer offensiv-technisch orientierten und in hohem Spieltempo agierenden Spitzenmannschaft mit großen Sympathiewerten, gekrönt durch die deutsche Meisterschaft 1969/70, war das Werk der Trainerpersönlichkeit Hennes Weisweiler. Die Chronik der 60er Jahre führt auf:

„Eine aufsteigende Tendenz war unter Vorgänger Langner unverkennbar. Doch was Hennes Weisweiler daraus machte, kam einem kometenhaften Aufstieg gleich; der Fußballlehrer setzte Langners Werk nicht nur fort, sondern veredelte es auf optimale Weise. Nach und nach sortierte er die Altgedienten aus, holte genau die Richtigen dazu und verordnete diesem jungen Team ein frisches System hochattraktiven Angriffsfußballs – er gebar die Fohlen.“

Mit methodisch ausgewogener Trainingsarbeit verbesserte Weisweiler die Leistung der Einzelspieler und dadurch die Mannschaftsleistung in technischer, taktischer und konditioneller Hinsicht – auch durch seinen Blick für Talente und deren Hinführung zum Könner. Grundlage der kontinuierlichen Entwicklung der Gladbacher Elf war Weisweilers Fähigkeit, eine Mannschaft über Jahre formen zu können. Nur Herbert Laumen und Günter Netzer hatten vor seinem Amtsantritt 1964 bereits Meisterschaftsspiele für Borussia Mönchengladbach im Seniorenbereich ausgetragen. Viele Spieler begannen unter Weisweiler ihre höherklassige Laufbahn. Auffallend dabei ist der Umstand, dass Weisweiler Spieler aus dem Jugendbereich wie Vogts, Schäfer und Zimmermann und dem Amateurlager wie Heynckes, Rupp, Wittmann, Wimmer, Kleff oder Bleidick zu etablierten Bundesliga- und Nationalspielern entwickelte. Dass er zusätzlich ein Fachmann bei der Verpflichtung von Könnern war, hatte er bei der Auswahl diverser Neuzugänge bewiesen. Der Regionalligaspieler Volker Danner übernahm auf Anhieb die Torhüterposition, Peter Meyer bewies seine Torjägerqualitäten bis zu seiner karrierebeendenden Verletzung. Peter Dietrich entwickelte sich vom unbekannten Mittelfeldakteur zum WM-Teilnehmer in Mexiko. Die Entwicklung von Ludwig Müller, Klaus-Dieter Sieloff, Horst Köppel sowie die des dänischen Stürmers Ulrik le Fevre reihte sich nahtlos in die Erfolgsgeschichte ein. Alle diese Spieler profitierten von der fachlichen und menschlichen Kompetenz des Kölner Fußballlehrers.
Laumen, der ab der D-Jugend in Gladbach spielte, schilderte die Arbeitsweise von Weisweiler mit den folgenden Worten:

„Fritz Langner war ein unheimlich schwieriger Trainer, der keine Meinung aufkommen ließ und alles, was er machte, war richtig. Und bei Weisweiler war es genau das Gegenteil. Er hat sich mit den Spielern unterhalten, hat sie nach ihrer Meinung gefragt. Am Ende hat natürlich immer er alleine entschieden, aber er hat uns mit eingebunden, hat sich Rat gesucht, auch bei taktischen Sachen. Und das war sein großes Plus. […] Dann haben wir einfach nicht mehr aufgehört und uns am Ende doch durchgesetzt. Weisweilers Anteil daran war enorm. Er hat zwar gnadenlos aussortiert und auf die Älteren keine Rücksicht mehr genommen, aber nur so hat er die optimale Mischung gefunden.“

Vor der Runde 1970/71 überzeugte Weisweiler die Mannschaft und das Präsidium von der Notwendigkeit der Rückkehr von Jupp Heynckes aus Hannover. Daneben sorgte er dafür, dass mit Rainer Bonhof und Hans-Jürgen Wloka zwei talentierte Nachwuchsspieler den Weg an den Bökelberg fanden. Erstmals in der Geschichte der Bundesliga gelang einem Deutschen Meister die Titelverteidigung. Am letzten Spieltag fiel durch die 0:2-Niederlage von Bayern München beim MSV Duisburg und den 4:1-Erfolg der Gladbacher bei Eintracht Frankfurt die Entscheidung. Mit zwei Punkten Vorsprung vor den Münchnern holte die Mannschaft von Hennes Weisweiler die zweite deutsche Meisterschaft mit einer mitreißenden Rückserie nach Mönchengladbach.

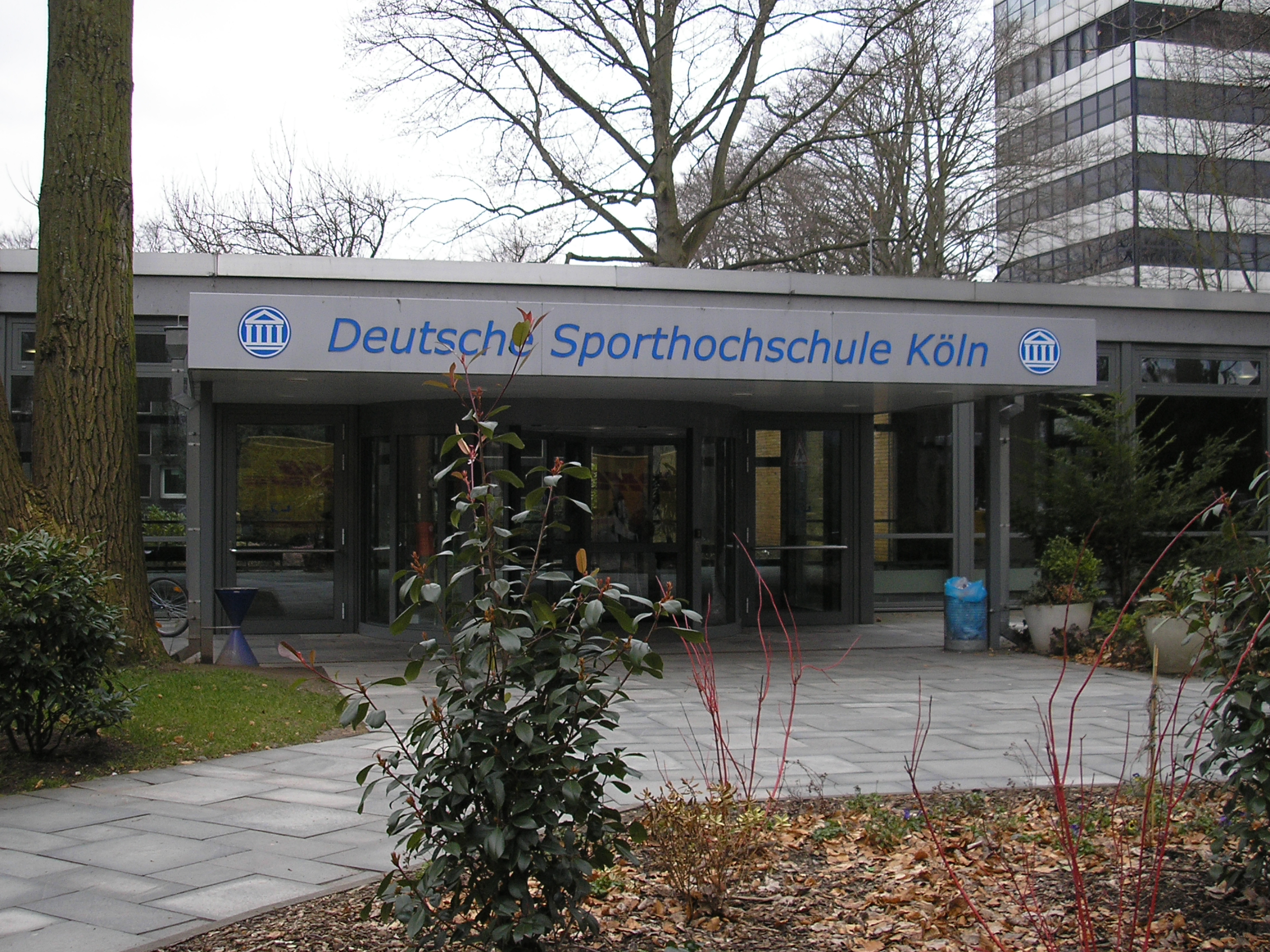
Haupteingang der DSHS

Heimkehrer Heynckes zeichnete sich im offensiven Weisweiler-System 1970/71 in 33 Spielen als 19-maliger Torschütze aus und forcierte ab dem 17. Oktober 1970 seine Karriere in der Fußballnationalmannschaft.
Auf Initiative des israelischen Nationaltrainers Emanuel Schaffer, der seine Ausbildung in der Sporthochschule Köln bei Hennes Weisweiler absolviert hatte, lud der israelische Fußballverband IFA diesen mit der Borussia als erste deutsche Mannschaft im Februar 1970 zu Freundschaftsspielen nach Israel ein. Im Bloomfield-Stadion gewann Weisweiler mit der Borussia mit 6:0 gegen die israelische Nationalmannschaft, was zu Diskussionen im israelischen Parlament führte, was die Regierung zu tun gedenke, dass sich derartige Demütigungen nicht wiederholten.

### Der „Büchsenwurf“ und die Neuaufstellung 1971–1972
Nach der erfolgreichen Titelverteidigung verlor Mönchengladbach im Sommer 1971 aus finanziellen Gründen mit Dietrich, Köppel und Laumen drei Stammspieler. Unter den Neuzugängen wies nur Hans-Jürgen Wittkamp von Schalke 04 Bundesligaerfahrung vor. Dietmar Danner, Christian Kulik, Ulrich Surau, Gregor Quasten, Peter Wloka und Heinz Michallik kamen aus der Regionalliga beziehungsweise dem Amateur- oder Jugendbereich. In der Bundesligatabelle rangierte die Borussia nach dem elften Spieltag mit 14:8 Punkten auf dem vierten Rang, als im Europapokal am 20. Oktober vor 27.500 Zuschauern im Bökelbergstadion das „Büchsenwurfspiel“ im Achtelfinalhinspiel gegen den italienischen Meister Inter Mailand stattfand. Der italienische Stürmer Roberto Boninsegna wurde von einer aus den Zuschauerrängen geworfenen Limonadendose getroffen, ging zu Boden und wurde als nicht mehr spielfähig ausgewechselt. Das Spiel wurde später durch die UEFA annulliert. Im Europapokal-Buch von Weinrich wird notiert: Ein Jahr nach dem Zweitrunden-Aus im Elfmeterschießen gegen den FC Everton fertigten die „Fohlen“ Inter in einer „rauschenden Ballnacht“ sensationell mit 7:1 Toren ab und spielten sich in die Herzen aller deutschen Fußballfans. Die Augenzeugen sprachen davon, „nie zuvor und nie danach ein großartigeres, denkwürdigeres Fußballspiel mit eigenen Augen erlebt zu haben“. Der damalige Spielmacher meinte mehr als 20 Jahre später:

„An diesem Tag hätten wir alles überspielt, egal, was sich uns in den Weg gestellt hätte, die Italiener konnten sich nicht dagegenstemmen. Die haben alles versucht, aber es war aussichtslos. Wir waren nicht zu bremsen. Wir waren wirklich nicht zu bremsen.“

Drei Tage nach dem Mailand-Spiel kam der Tabellenführer Schalke 04 mit 19:3 Punkten und 27:5 Toren nach Gladbach. Noch im „Inter-Spielrausch“ überfuhren die Weisweiler-Schüler die Schalker am 23. Oktober mit 7:0 Toren. „Gegen eine Elf in dieser Form kann keine deutsche Mannschaft zurzeit gewinnen“, bemerkte nach dem Spiel Schalke-Präsident Siebert.
Die von Weisweiler trainierte Mannschaft erfreute sich der Sympathiekundgebungen nicht nur am Niederrhein. Gerade auf fremden Plätzen ließ der attraktive Angriffsfußball der überwiegend sympathisch-bescheidenen Spieler die Borussen als Imageträger zum FC Bayern-Gegenpart werden. Gladbach stand für Ästhetik und Tragik, Schwung und Leidenschaft, Spielwitz und Schnelligkeit, Jugend und verzeihbare Fehler, und der „Vater des Teams“ war Hennes Weisweiler. Helmut Böttiger sah es später so:

„Es standen sich mit Gladbach und Bayern die beiden Optionen gegenüber, die in den Jahren nach 1968, als wirklich Bewegung in die bundesdeutschen Strukturen kam, um die Vorherrschaft rangen: Radikalität oder Nüchternheit, Reform oder Pragmatismus, Utopie oder Funktionalitiät. […] Die beiden Gladbacher Meisterschaften 1970 und 1971 sind Höhepunkte fußballerischer Avantgarde.“

Monatelange Verletzungspausen von Berti Vogts (Meniskusoperation) und Ludwig Müller (Beinbruch) machten in der Runde 1971/72 mehr als den dritten Rang in der Bundesliga nicht möglich.
Die Runde 1972/73 stand im Zeichen der verletzungsbedingten Ausfälle in der Defensive von Libero Sieloff (6 BL-Spiele) und Verteidiger Bleidick (9 BL-Spiele) sowie des Wechsels von Vorstopper Ludwig Müller zu Hertha BSC. Der Verlust der Defensivzentrale durch Vorstopper und Libero wog schwer. Da der Dirigent im Mittelfeld, Günter Netzer, nur zu 18 Einsätzen mit drei Toren kam und der exzellente Flügelstürmer Ulrik le Fevre beim FC Brügge unterschrieben hatte, war für den Trainer eine Umgestaltung der Mannschaft nötig. In der Offensive klappte das mit 82 Treffern, davon schoss Heynckes 28, Jensen elf und Rupp neun, gut. Der Verein hatte mit der Verpflichtung von Henning Jensen und dem Rückkehrer Bernd Rupp vor Rundenbeginn adäquat reagiert. In der Defensive konnten die Lücken dagegen nicht kompensiert werden. Prompt gab es mit 61 Gegentreffern die schlechteste Bilanz seit dem Bundesligadebütjahr 1965/66. Gladbach landete damit auf dem fünften Rang.
Im UEFA-Pokal und dem DFB-Pokal agierten die „Fohlen“ erfolgreich. Im Halbfinale des UEFA-Cup konnte Weisweiler auf seinen Abwehrchef Sieloff zurückgreifen, der in der Bundesliga nur sechs Spiele bestritt. Dieser dirigierte erfolgreich in den zwei Spielen gegen Twente Enschede im April 1973 die Defensive und die Borussia zog in die Finalspiele gegen den FC Liverpool ein. Im Mai fehlte er in den zwei Endspielen gegen die „Reds“. Insbesondere im mit 0:3 verlorenen Hinspiel an der Anfield Road machte sich das Fehlen des Abwehrorganisators mit ausgezeichnetem Kopfballspiel und Zweikampfstärke spielentscheidend bemerkbar. Das Experiment mit Günter Netzer auf der Liberoposition ging nicht auf. Vor dem Rückspiel am heimischen Bökelberg stellte Weisweiler die Defensive um. Am 23. Mai agierte Berti Vogts als Libero, Dietmar Danner spielte gegen Keegan und Netzer führte wieder im Mittelfeld Regie. Der 2:0-Heimspielsieg durch zwei Heynckes-Treffer konnte den Cuperfolg der Mannschaft um Superstar Kevin Keegan nicht mehr verhindern.

### Das Pokalfinale und Netzers Selbsteinwechslung 1973
Im legendären Pokalfinale vom 23. Juni 1973 in Düsseldorf gegen den rheinischen Rivalen 1. FC Köln spielte Sieloff wieder auf der Position des Abwehrchefs und die Borussen-Defensive begegnete deshalb der Offensivabteilung des Vizemeisters mit Wolfgang Overath, Heinz Flohe, Herbert Neumann, Jürgen Glowacz und Hennes Löhr mit Erfolg. Das Spiel endete 2:1 nach Verlängerung.
In der Berichterstattung der Medien spielte dies eine untergeordnete Rolle. Weisweiler verbannte den zu Real Madrid wechselnden Günter Netzer zu Beginn des Finales wegen mangelnder Kondition auf die Ersatzbank. Der Spielmacher hatte in der Bundesliga, bedingt durch mehrere Verletzungen, nur 18 Spiele für die Borussia bestreiten können und war nicht in bester Verfassung gewesen. Der Trainer wollte seinen langjährigen Spielgestalter in der Halbzeit einwechseln, Netzer lehnte dies ab.
Kurz vor dem Beginn der Verlängerung lag Christian Kulik erschöpft auf dem Platz, als Netzer zu ihm ging und ihn fragte, ob er noch weiterspielen könne. Kulik verneinte, worauf sich Netzer ohne Absprache mit Weisweiler selbst einwechselte und drei Minuten später in der 94. Spielminute das entscheidende Tor erzielte. Netzers Selbsteinwechslung war die Topmeldung nach dem Spiel und bestimmte zahllose Kommentare dazu.
Netzer selbst geht in seiner Autobiografie ausführlich auf das Pokalendspiel und die Begleitumstände ein. Er erklärte, dass seine schwankende Form aus mehreren Verletzungen in dieser Saison resultierte, durch seine in dieser Zeit vorhandenen Beziehungsprobleme und sein nicht leistungsförderliches Freizeitverhalten. Auch den unerwarteten Tod seiner Mutter führte er an, des Weiteren, dass er danach einige Tage mit dem Training ausgesetzt hatte, und fasste zusammen:

„Ich war körperlich seit Wochen nicht in bester Verfassung, nun kam noch die psychische Belastung hinzu. Ich meine, es gab objektive Gründe, das Finale ohne mich zu planen“

Abschließend brach er eine Lanze für den „mit Kritik, mit Spott und Häme überkübelten“ Trainer, indem er klarstellte, dass Weisweiler solches nicht verdient habe, und resümierte:

„Weisweiler hatte uns in dieses Finale gebracht, Weisweiler hatte aus diesem Provinzklub vom linken Niederrhein überhaupt erst eine nationale und europäische Größe gemacht, und seine Vorstellung von Fußball war die Grundlage dafür gewesen, dass man uns verklärte und zum Mythos erhob.“

### Vizemeisterschaft und UEFA-Pokalsieg 1974–1975
Die Persönlichkeit und fachliche Kompetenz von Weisweiler zeigte sich in aller Deutlichkeit nach dem Weggang des Spielmachers Netzer im Sommer 1973 zu Real Madrid. Für das Jahr eins nach Netzer erwartete die Fachwelt einen Absturz der Borussia und wurde von Hennes Weisweiler einmal mehr eines Besseren belehrt. Die vorausgesagte Findungsphase mit sportlichem Rückschritt durch den schwierigen Umbruch nach der Ära Netzer fand nicht statt. Mit einem Punkt Rückstand zu Meister Bayern München landete die Mannschaft von Weisweiler mit sieben Punkten Vorsprung auf den Dritten auf dem Vizemeisterrang der Saison 1973/74. Der „Mann für Talente“ hatte Ulrich Stielike in die Stammbesetzung geführt und mit Hans Klinkhammer, Lorenz-Günther Köstner und Allan Simonsen weitere Nachwuchshoffnungen zu ersten Bundesligaeinsätzen verholfen. Von einem sportlichen Rückschritt konnte in Gladbach keine Rede sein. Im Gegenteil, mit den neuen Talenten hielt neuer Schwung Einzug am Bökelberg und mit 93 Treffern in 34 Begegnungen stellte die Borussia am Ende der Saison einen neuen vereinsinternen Torrekord auf. 1973 erläuterte der Trainer in der Rundenvorschau:

„Ein Spiel wie unter Günter Netzer wird es bei uns nicht mehr geben. Wir werden allerdings nicht schlechter, sondern nur anders spielen. Wie dieser neue Stil aussehen wird, zeigten ungefähr die ersten 90 Minuten des Pokal-Endspiels. […] Die absolute Persönlichkeit Netzer, über die alles lief, wird ersetzt durch ein Kollektiv gleichgestellter. Danner, Wimmer und Kulik, unterstützt durch Bonhof und Vogts, werden der Borussia ein neues Gepräge geben.“

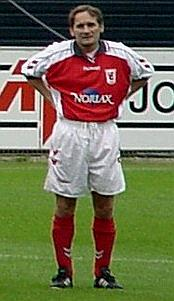
Allan Simonsen im Jahr 2000

Vor seinem elften Trainerjahr 1974/75 hatte Weisweiler die Abgänge von Bernd Rupp, Klaus-Dieter Sieloff und Heinz Michallik zu verkraften. Er blieb seiner Linie treu und setzte auf junge und entwicklungsfähige Spieler. Er holte mit Karl Del’Haye einen 19-jährigen Jugendnationalspieler nach Gladbach. Aus der 1. Amateurliga Nordwürttemberg kam Frank Schäffer, aus Limburg kam Roger Roebben und dazu übernahm er aus dem Nachwuchs Norbert Kox. Allan Simonsen, der 1974/75 als Angreifer in 34 Ligaspielen mit 18 Treffern den Durchbruch schaffte, bildete zusammen mit Henning Jensen und Jupp Heynckes das beste Sturmtrio der Bundesliga.
Im zweiten Jahr ohne Netzer gewann Weisweiler mit seiner Borussia mit sechs Punkten Vorsprung vor Vizemeister Hertha BSC 1975 die dritte Bundesligameisterschaft. Erst am 28. Spieltag fügte Hertha BSC nach 17 ungeschlagenen Spielen Mönchengladbach wieder eine Niederlage zu. Genau in diesem Leistungshoch trug die Mannschaft die zwei Finalspiele im UEFA-Cup gegen FC Twente Enschede aus. Nachdem das Hinspiel am 7. Mai im Düsseldorfer Rheinstadion torlos gegen die von Antoine Kohn trainierten Niederländer geendet hatte, triumphierte die Weisweiler-Elf am 21. Mai mit einem überzeugenden 5:1-Erfolg in Enschede und holte 1975 den UEFA-Cup.

### Rückblick auf Weisweilers Jahre in Mönchengladbach 1964–1975
Nach dem Gewinn der deutschen Meisterschaft und dem UEFA-Cup 1975, auf dem sportlichen Höhepunkt, verkündete Hennes Weisweiler seinen Abschied nach Barcelona. Seine Tätigkeit in Mönchengladbach lässt sich nicht alleine am Bundesligaaufstieg 1965, den Meisterschaften 1970, 1971 und 1975, dem DFB-Pokal 1973 sowie dem Gewinn des UEFA-Cup 1975 messen. Die Grundlagen des Gladbacher Spiels mit Technik, Schnelligkeit, Kombinationsfußball, dessen Ziel es immer war, Tore zu erzielen, vermittelten die Handschrift ihres Trainers. Hardy Grüne umschreibt Weisweilers Gladbacher Wirken mit den Attributen „Übervater, Meistermacher, Talentespäher und Trainer in einer Person“. Die Erfolge waren für die „Fohlen-Elf“ und Weisweiler wichtig, beileibe jedoch nicht alles. Mit der offensiven Grundausrichtung ihres Spieles mobilisierte die Mannschaft und ihr gestaltender Trainer schon lange vor dem ersten deutschen Meistertitel 1970 im deutschen Fußball eine große Anhängerschaft, die weit über die regionalen Grenzen des Niederrheins reichte. Die denkwürdigen Auftritte mit negativem Ausgang im Europapokal 1970/71 beim FC Everton, das „Büchsenwurf-Spiel“ 1971/72 gegen Inter Mailand sowie die Endspiele 1973 im UEFA-Cup gegen den FC Liverpool trugen dazu bei, dass die Weisweiler-Elf zum Sympathieträger wurde. Dabei stand den Gladbachern ein vergleichsweise bescheidener Finanzrahmen zur Verfügung, die Hälfte der Bundesligamitglieder war der Niederrheinelf diesbezüglich überlegen. Die Talenteentwicklung war ein weiterer Mosaikstein, das finanzielle „Nichthaltenkönnen“ von Stars und trotzdem der Weiterführung von erfolgreichem Offensivfußball zeichneten die Verantwortlichen am Bökelberg aus und brachten ihnen in ganz Deutschland Anerkennung und Anhängerschaft ein.
Hennes Weisweiler entwickelte die Akteure Hartwig Bleidick, Rainer Bonhof, Dietmar Danner, Peter Dietrich, Josef Heynckes, Wolfgang Kleff, Herbert Laumen, Peter Meyer, Günter Netzer, Bernd Rupp, Ulrich Stielike, Hans-Hubert Vogts und Herbert Wimmer zu deutschen Fußballnationalspielern. Die Entdeckung und Formung der dänischen Offensivspieler Ulrik le Fevre, Henning Jensen und Allan Simonsen zählt ebenso zu den besonderen Leistungen des Trainers.
Torhüter Kleff erinnerte an die Arbeit und die Persönlichkeit seines Trainers einmal so:

„Hennes Weisweiler war eine absolute Autorität. Die jungen Spieler hatten schon fast Angst vor ihm. Der musste eigentlich gar nichts sagen, der blickte nur eindeutig, und jeder wusste schon Bescheid. Er verlangte von den Spielern Mut im Spiel eins gegen eins. Das Offensivspiel war seine Stärke. Spieler wie Simonsen und Bonhof waren anfänglich, als sie zu uns kamen, wirklich blind. Weisweiler hat sich die Zeit genommen und mit ihnen intensiv gearbeitet und sie zu dem geformt, was sie später wurden – internationale Topstars.“

Der langjährige Lehrgangsleiter in der Trainerausbildung an der Sporthochschule in Köln demonstrierte, dass sich Fußballpraxis und fundierte theoretische Grundlagen, sowie der ständige Blick für internationale Entwicklungen in Taktik und Technik, auf höchstem Leistungsniveau in der Bundesliga und im Europacup über ein Jahrzehnt ergänzen und erfolgreich umgesetzt werden konnten. Und dass trotz Erfolg- und Gewinnstreben die Ideale des schönen und begeisternden Fußballs nicht verloren gehen müssen. Das 7:1 gegen Inter Mailand hatte Weisweilers Mannschaft auf einen Schlag unsterblich gemacht; die Annullierung desselben hingegen machte aus ihr erst einen wirklichen Mythos. Helmut Böttiger sah es ähnlich:

„Die Magie der Gladbacher rührt nicht vom Erfolg, vom Glanz der Siegertypen, sondern vom Scheitern. Die Gladbacher Ästhetik ist eine Ästhetik des Scheiterns. In diesem Scheitern liegen Utopien, die unaussprechbar sind und einen magischen Sog ausüben.“

Thomas Hardt beschrieb Grundsätze der Arbeitsweise und Charakterzüge von Weisweiler mit den Worten:

„Weisweiler war es wichtig, die Stars in die Gesamtverantwortung zu nehmen und sie in sein taktisches Konzept einzubinden. Nichts regte ihn mehr auf, als wenn ein eleganter Offensivspieler sich für knochenharte Defensivaufgaben zu schade war oder konditionell passen musste. ‚Andere hauen auf die Schwachen, ich packe mir die Köpfe‘, war einer seiner Wahlsprüche.“

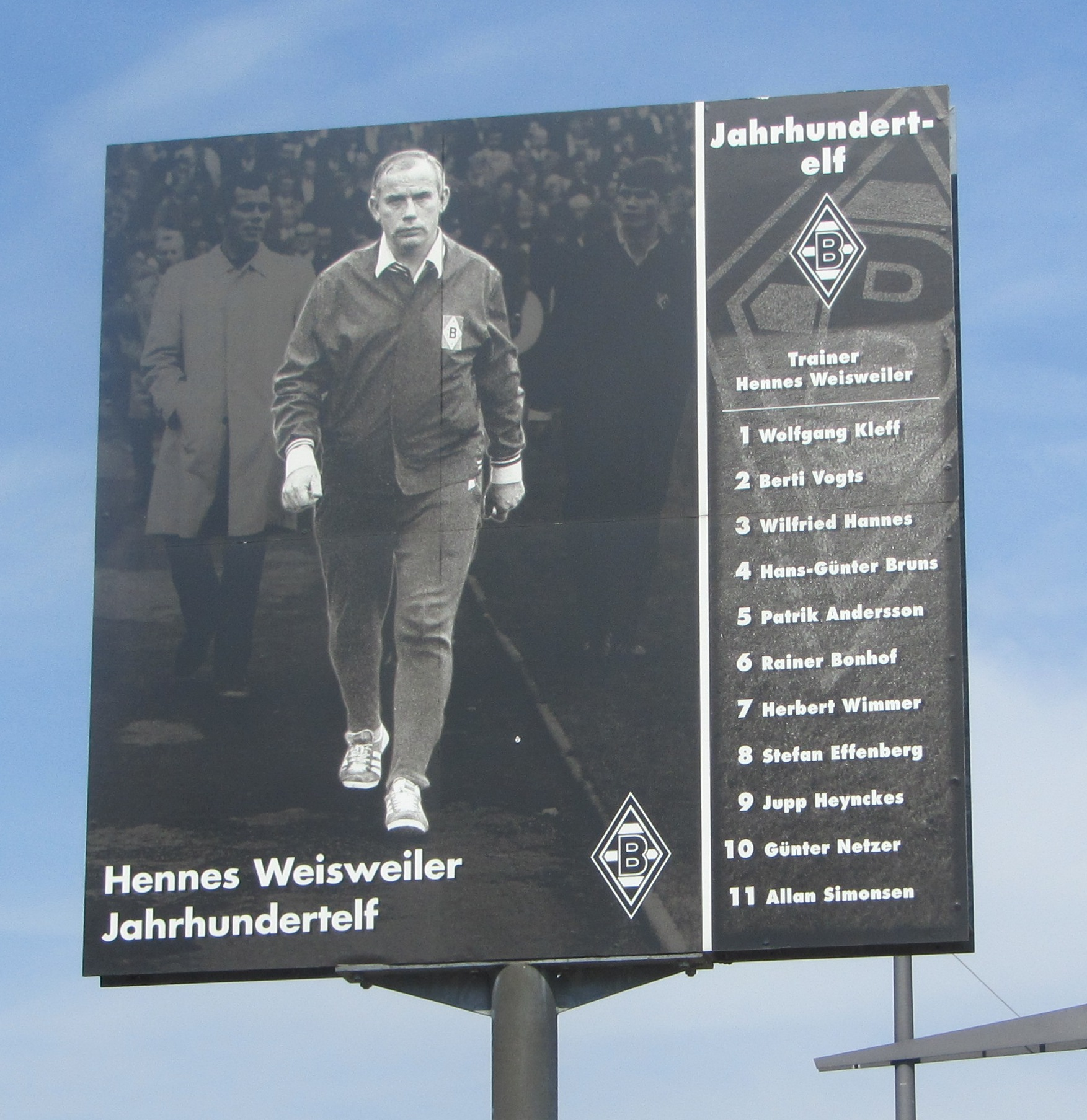
Hennes Weisweiler und Spieler der Jahrhundertelf

In der Einbeziehung von Fachleuten wie Helmut Bantz, Erich Ribbeck, Rudi Schlott und Karl-Heinz Drygalsky in die Trainingsarbeit als Assistenz- oder Konditionstrainer, auch der seit 1962 begonnenen und bis zum Jahr 1990 fortgeführten Arbeit von Masseur Charly Stock, setzte er Maßstäbe. In diesem Gesamtpaket lief die Arbeit von Weisweiler in Mönchengladbach ab und das machte ihn in seiner Aktivität zu einem der ganz Großen der Trainergilde.
Im Rahmen der Feierlichkeiten zum 100-jährigen Vereinsjubiläum von Borussia Mönchengladbach wählten die Anhänger des Vereins Hennes Weisweiler zum Trainer der sogenannten Jahrhundertelf.

## FC Barcelona 1975–1976

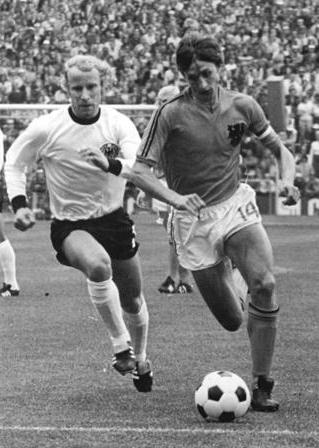
Johan Cruyff, hier im Laufduell mit Berti Vogts im WM-Finale von 1974, verhinderte eine längere Amtszeit Weisweilers bei Barça

Nach elf Jahren auf dem Bökelberg wechselte Weisweiler im Sommer 1975 zum spanischen Spitzenverein FC Barcelona. Sein Vorgänger Rinus Michels kehrte nach vier Jahren bei den Katalanen nach Amsterdam zurück und Barça lockte den deutschen Startrainer mit einem Monatsgehalt von umgerechnet 40.000 DM ans Mittelmeer. Das für damalige Verhältnisse üppige Salär war für Weisweiler nicht allein ausschlaggebend. Auf die Frage, warum er Mönchengladbach auf dem Höhepunkt seines Einflusses und Erfolges verlassen würde, antwortete er in einem Interview:

„Ich habe meinen Stil in einer Mannschaft geprägt. Nun will ich versuchen, ihn in Spanien durchzusetzen.“

Mit dem FC Barcelona und seinen niederländischen Stars Johan Cruyff und Johan Neeskens wollte er sein großes Ziel erreichen, den Europapokal der Landesmeister zu gewinnen. Bereits vom ersten Tag an befanden sich Cruyff und Weisweiler jedoch im „Kriegszustand“: „Weisweiler ist nicht der Trainer meiner Wahl“, verkündete der niederländische Spielmacher, der offenbar ahnte, unter Weisweiler nicht die Freiheiten zu bekommen, die er sich bei Rinus Michels hatte nehmen können. Als Weisweiler am 8. Februar 1976 in Sevilla den Niederländer, nachdem er das zweite Gegentor verschuldet hatte, vom Platz holte, kam es zum offenen Zerwürfnis. „Auswärts ist er nie über die Mittellinie gekommen“, begründete Weisweiler später seine Maßnahme. Er brachte damit nicht nur den niederländischen Star, sondern auch die Fans gegen sich auf. Cruyff monierte, er möge es nicht, wenn man ihn autoritär behandele, und lehnte sich offen gegen den Trainer auf. Die Vereinsführung um Präsident Agostin Montal beendete den Konflikt schließlich damit, dass sie sich durch eine Vertragsverlängerung mit Cruyff auf dessen Seite schlug und Weisweilers darauf folgender Bitte um vorzeitige Auflösung des Zweijahresvertrages nachkam. Bitter schrieb zum Abstecher nach Barcelona:

„Barcelona – das war ein verunglückter Abstecher seines Trainerweges. Einer vom Schlage des Hennes Weisweiler, der sich schwer tat mit der Kunst, ‚um die Ecke‘ zu denken und der die geraden Wege den verschlungenen Pfaden vorzog, musste ganz einfach in Barcelona scheitern.“

Die spanische Sportzeitung Don Balón stellte im Januar 1978 in einem Vergleich der Aktivitäten der beiden Trainer Rinus Michels und Hennes Weisweiler heraus, dass Michels in seiner sechsjährigen Amtszeit beim FC Barcelona nur einen einzigen Spieler herausgebracht und in die erste Mannschaft integriert habe. Dafür verpflichtete der Club in diesem Zeitraum nicht weniger als 23 neue Spieler für insgesamt zehn Millionen Mark. Dagegen sei es Weisweiler in dem knappen Jahr in Barcelona gelungen, sieben Nachwuchs- beziehungsweise Reservespieler in die Erstligamannschaft zu integrieren. Von ihnen gehöre Antonio Olmo inzwischen zum festen Stamm der spanischen Nationalelf.

## 1. FC Köln 1976–1980

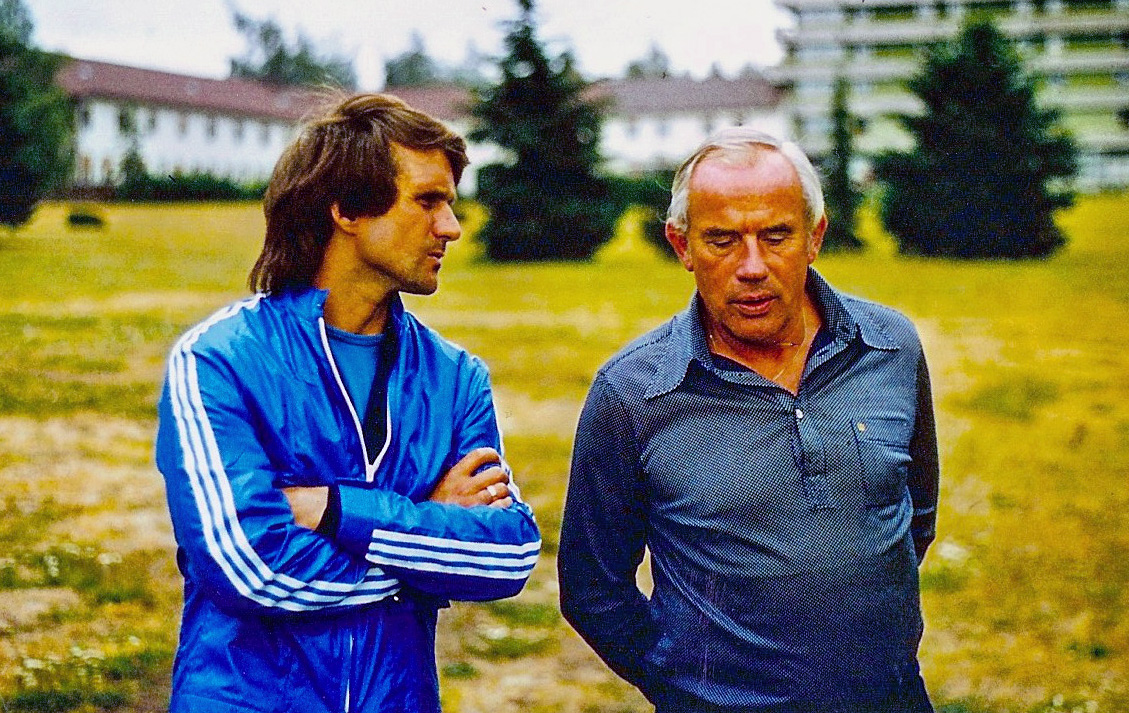
Wolfgang Overath im Gespräch mit Hennes Weisweiler in Vorbereitung der Saison 1976/77 in der Sportschule Grünberg

### Zweimaliger Gewinn des DFB-Pokals und deutsche Meisterschaft 1976–1978
Nach der Demission bei den Katalanen warben aus der Fußball-Bundesliga sofort der 1. FC Köln, Fortuna Düsseldorf und der MSV Duisburg um die Dienste von „Don Hennes“ zur Runde 1976/77. Die Vereinsbosse Peter Weiand, Bruno Recht und Paul Märzheuser flogen unverzüglich nach Barcelona und verhandelten mit dem begehrten Fußballtrainer. Schließlich entschied sich Weisweiler, seine dritte Trainerperiode beim 1. FC Köln in Angriff zu nehmen.
Karl-Heinz Heimann beschrieb im Kicker die Situation vor dem Rundenstart mit folgenden Worten:

„Daß der 1. FC Köln, wie in allen Jahren, abermals mit zu den meistgenannten Vereinen im Favoritenkreis zählt, das liegt diesmal weder so sehr am Tabellenplatz der letzten Saison (Vierter) noch an der Vielzahl von Talenten, die es dort schon länger gibt. In erster Linie sorgt dafür der Name des Trainers: Hennes Weisweiler, der ‚Meistermacher‘ vom Bökelberg, kehrt auf dem Umweg über Spanien zu dem Klub zurück, in dem er als Spieler ‚groß‘ wurde und seine Trainerlaufbahn begann. Einen Weisweiler als Trainer zu haben, das kann für die Mannschaft Stimulans sein, aber auch Hypothek, denn sicher nicht gering wird die Zahl jener sein (vor allem im eigenen Anhang) die meinen, mit Weisweiler als Trainer müsse der 1. FC Köln automatisch Meister werden. Als ob das nicht von einer ganzen Menge anderer Dinge abhängt!“

Wie der im Sommer 1977 verpflichtete Stürmerstar Kevin Keegan in Hamburg, so löste Weisweiler in Köln eine regelrechte Euphorie aus. Der Dauerkartenverkauf stieg und auf den Favoritenlisten für den Titel 1977 stand der 1. FC Köln oben. Tatsächlich gelang der „Geißbock-Elf“ mit dem Spanien-Heimkehrer ein Traumstart. Nach fünf Erfolgen stand der 1. FC Köln mit 14:2 Toren und 10:0 Punkten an der Tabellenspitze. Die Harmonie ging bereits nach den zwei verlorenen Spielen gegen Tennis Borussia Berlin und Bayern München verloren. Vor allem die Auswärtsschwäche sorgte für Spannungen. 61 Gegentore, Titelverteidiger Mönchengladbach kassierte nur 34 Treffer, waren für Weisweiler ein weiteres Indiz dafür, dass die Zeit eines Wolfgang Overath als Führungsspieler im Kölner Mittelfeld abgelaufen war. Weisweiler traute dem fast 34-jährigen Spielmacher nach 14 Bundesliga-Spielzeiten mit insgesamt 543 Pflichtspielen für Köln sowie 81 Länderspielen nicht mehr zu, sein Spiel auf fremden Plätzen zu ändern, in die Spitze zu gehen und sein Defensivverhalten zu verbessern. Beim Pokalfinale am 28. Mai 1977 in Hannover gegen Hertha BSC eskalierten die Spannungen zwischen Overath und dem Trainer. In der 91. Minute nahm Weisweiler Overath aus dem Spiel und strich ihn aus der Anfangsformation für das Wiederholungsspiel zwei Tage später an gleicher Stelle. Durch ein Tor von Torschützenkönig Dieter Müller holten die Weisweiler-Mannen am 30. Mai den Pokal nach Köln. Overaths Karriere war damit gleichzeitig beendet. Das Jahr nach Overath (1977/78) ging Weisweiler ohne spektakuläre Neuverpflichtungen an. Nur die Nachwuchsspieler Gerald Ehrmann, Heinz Pape, Norbert Schmitz und Holger Willmer bekamen neue Verträge und während der Hinrunde kam noch der 42-malige japanische Nationalspieler Yasuhiko Okudera an den Rhein. Weisweiler setzte auf den vorhandenen Kader und insbesondere auf seinen Spielmacher Heinz Flohe im Mittelfeld. Weisweiler reiste mit seiner Mannschaft am Schlusstag punktgleich mit Gladbach und mit zehn Toren Vorsprung zum Absteiger St. Pauli. Es wurde noch einmal spannend, denn der Titelverteidiger führte nach der ersten Spielhälfte gegen Dortmund mit 6:0, während Köln in Hamburg durch einen Treffer von Flohe nur mit 1:0 führte. In der zweiten Halbzeit ging das Toreschießen im Düsseldorfer Rheinstadion weiter, die Bökelberg-Elf gewann mit 12:0, dennoch sicherte sich Köln mit weiteren vier Treffern die Meisterschaft.
Mit 48:20 Punkten und einer um drei Treffer besseren Tordifferenz gewann der 1. FC Köln 1978 nach dem DFB-Pokal zum bislang letzten Mal die Meisterschaft. Die 86 erzielten Tore sind für die „Geißböcke“ in der Bundesliga Vereinsrekord und 20 Gegentore weniger als im Vorjahr stellten der Defensive ein gutes Zeugnis aus. Taktisch zeichnete sich Weisweilers Trainingsarbeit durch die Flankenläufe der Außenverteidiger Konopka und Zimmermann mit Vorlagen auf Mittelstürmer Dieter Müller sowie der von Laufbereitschaft, Spielwitz und Torgefährlichkeit geprägten Spielmacherrolle von Heinz Flohe und die torgefährlichen Eckballvarianten auf den kurzen Pfosten mit überraschender Ablage vor das Tor aus. Weisweiler hatte dem 30-jährigen Flohe die Schlüsselposition als Spielmacher übertragen und die Mannschaft hatte den Mann aus Euskirchen zum neuen Kapitän gewählt. Flohe war sich Weisweilers Vertrauen sicher und kämpfte mit einer Hingabe, die andere Trainer bei ihm vermisst hatten. Er bemerkte dazu:

„Das hätte schon immer so sein können, doch früher hat sich doch kaum jemand mit mir beschäftigt“

Wie in den Jahren zuvor war Weisweilers Mannschaft technisch gut ausgebildet, demonstrierte Laufvermögen und taktische Disziplin. Durch die Altersverteilung hatte die Meistermannschaft Zukunft und war auf keinen Fall an ihrem Zenit angelangt. Mit Bernd Cullmann, Heinz Flohe, Harald Konopka, Dieter Müller und Herbert Zimmermann gehörten fünf Kölner Spieler dem WM-Aufgebot für Argentinien an und mit Schumacher, Gerber, Strack und Neumann waren weitere Nationalmannschafts-Aspiranten vorhanden.

### Gescheiterte Titelverteidigung und Abflug nach New York 1978–1980
Vor der Runde 1978/79 beendeten die Routiniers Hannes Löhr, Heinz Simmet und Wolfgang Weber ihre Spielerkarriere. Das Präsidium war zu Investitionen bereit und so stießen die Jugendnationalspieler Pierre Littbarski, Bernd Schuster und Thomas Kroth, aus der FC-Jugend Jürgen Willkomm sowie aus dem mittelrheinischen Amateurbereich Jürgen Mohr zum Verein. Entscheidende Bedeutung hatte im Verlauf der unbefriedigenden Runde die deutlich verminderte Offensivstärke mit 55:47 Toren. Der bisherige Torjäger Dieter Müller wies mit acht Toren seine schwächste Rundenbilanz seiner Kölner Zeit auf. Spielmacher Flohe absolvierte nur 13 Spiele für den Vorjahresmeister. Eine nicht enden wollende Verletzungs- und Krankheitssträhne ließ die Kölner in dieser Spielzeit fast ins Mittelmaß absinken.
Trotz der Enttäuschung über den sechsten Rang in der Bundesliga brachte es der Trainer fertig, dass sich mit Schuster und Littbarski zwei der talentiertesten Nachwuchsspieler Deutschlands in der Liga etablierten. Dass Weisweiler daneben den A-Junior Stephan Engels zum Zuge kommen ließ, stellt einen weiteren Beweis für seine ungebrochene Gabe der Heranführung neuer Talente dar. Im Europapokal der Landesmeister setzte sich Köln gegen ÍA Akranes, Lokomotive Sofia und Glasgow Rangers durch, scheiterte im Halbfinal-Rückspiel durch eine 0:1-Heimniederlage jedoch an Nottingham Forest.
Vor Weisweilers viertem Jahr in Köln, 1979/80, sorgte die Personalie Heinz Flohe für Diskussionen. Am 15. Juli 1979, unmittelbar vor dem Saisoneröffnungstraining, gab der 1. FC Köln den 39-fachen Nationalspieler, der 13 Jahre lang das Geißbock-Trikot trug, aus seinem noch bis 1980 laufenden Vertrag für den Bundesligaaufsteiger TSV 1860 München frei. Der Nationalspieler stellte fest, dass alleine sein Verhältnis zu Weisweiler der Grund für den Wechsel an die Isar sei. Heinz Flohe und Herbert Neumann waren nach ihren Platzverweisen am 9. Mai 1979 im Spiel beim Hamburger SV mit sofortiger Wirkung vereinsintern vom Training suspendiert und mit Geldstrafen in Höhe von je 1000 Mark belegt worden. Danach soll Weisweiler weder mit Flohe noch mit Neumann ein Wort gesprochen haben. Der Kicker notierte dagegen noch Anfang Dezember 1978, „dass Weisweiler besonders im „Fall Heinz Flohe“ besonders viel Verständnis und subtiles Einfühlungsvermögen gezeigt habe“.
Zum Startspiel empfing die Mannschaft am 11. August 1979 in Müngersdorf die Münchner „Löwen“ mit Flohe. Die erste Bewährungsprobe bestand die Weisweiler-Elf mit einem 2:1-Heimsieg. Bis zum Ende der Hinrunde fing sich die Mannschaft, Köln belegte nach dem 17. Spieltag mit 22:12 Punkten den vierten Rang. Dazu trug die Nachverpflichtung von Tony Woodcock bei, der am 30. November sein Bundesligadebüt feierte.

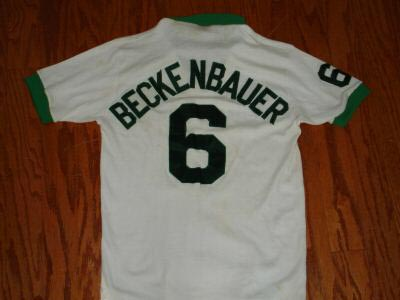
Um den „Sechser“ von Cosmos wollte Weisweiler eine junge Mannschaft aufbauen

Da Präsident Peter Weiand bisweilen Zweifel an der Arbeit des Trainers äußerte und die Kölner Vereinsführung sich bezüglich seiner Vertragsverlängerung zögerlich verhielt, nahm Weisweiler im Februar 1980 verärgert ein Angebot von Cosmos New York an. Er wollte die Saison 1979/80 zunächst beim FC, der zu diesem Zeitpunkt sowohl im Meisterschafts- als auch im Pokalwettbewerb gut im Rennen lag, beenden. Nach einer Serie von fünf sieglosen Begegnungen, darunter die beiden Spitzenspiele gegen den Hamburger SV und Bayern München, war der Meistertitel jedoch außer Reichweite. Weisweiler einigte sich daher Mitte April mit dem Verein über eine vorzeitige Vertragsauflösung beziehungsweise Freigabe und reiste in die USA, wo die Spielzeit 1980 bereits begonnen hatte. Sein Nachfolger in Köln wurde Karl-Heinz Heddergott.
Beim Abgang von Weisweiler stand der FC auf dem vierten Tabellenplatz und nach dem 4:1-Erfolg beim FC Homburg im Halbfinale des DFB-Pokals. Der Kader war überdurchschnittlich gut besetzt. Mit Littbarski und Schuster besaß Köln zwei hoffnungsvolle deutsche Talente. Das unter Weisweiler gewonnene nationale „Double“ aus Pokal und Meisterschaft 1978 sowie der Einzug ins Halbfinale des europäischen Landesmeisterwettbewerbs im Jahr darauf zählen für den 1. FC Köln neben dem Erreichen des UEFA-Cup-Finales 1986 bis heute zu den größten Erfolgen der Vereinsgeschichte.

## Cosmos New York 1980–1982

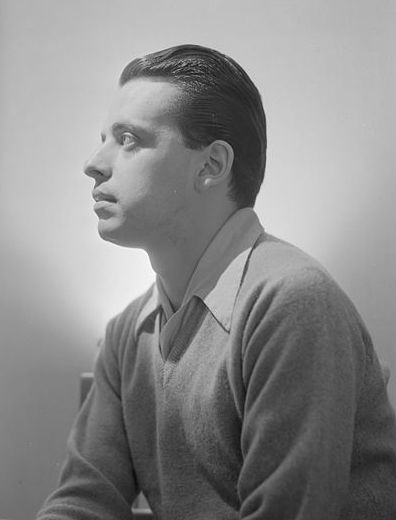
Cosmos-Chef Nesuhi Ertegün (Fotografie von William P. Gottlieb)

Die nordamerikanische Profiliga NASL lockte seit Mitte der 1970er Jahre mit hohen Gehältern europäische und südamerikanische Stars in die USA und Kanada, um den Bekanntheitsgrad und die Popularität des Fußballs zu steigern. Die europäische Fußballwelt verspottete die Liga aufgrund ihrer Showelemente und der meist jenseits ihres sportlichen Zenits agierenden Spieler als „Operettenliga“. Weisweiler war trotzdem davon überzeugt, Aufbauarbeit leisten zu können:

„Zudem geht bei Cosmos der Trend weg von der Verpflichtung europäischer Altstars und hin zu weit jüngeren Spielern. Im Kader befinden sich nun 13 Ausländer und 13 Amerikaner, darunter sechs 18-Jährige. Mit denen möchte ich hauptsächlich arbeiten und auf sie aufbauen.“

Eine wichtige Rolle bei seinem Vorhaben spielte Franz Beckenbauer, der bereits 1977 nach New York gekommen war und um den Weisweiler eine neue Mannschaft formen wollte. Weisweiler erreichte mit Cosmos, das neben Beckenbauer so prominente Stars wie den Niederländer Johan Neeskens, den italienischen Stürmer Giorgio Chinaglia sowie den Brasilianer Carlos Alberto aufbot, auf Anhieb den „Soccer Bowl“. Durch einen 3:0-Sieg über die Fort Lauderdale Strikers, die Mannschaft von Gerd Müller, sicherte sich sein Team den Titel. Im Jahr darauf zog Cosmos erneut in das Liga-Endspiel ein, unterlag jedoch den Chicago Sting.
Privat fühlte sich Weisweiler wohl in New York. Kurz vor der Übersiedlung in die USA heiratete er am 3. März 1980 in Neuss seine langjährige, 23 Jahre jüngere Freundin Gisela Heizmann; im Sommer 1981 wurde er im Alter von 62 Jahren Vater eines Sohnes, John Weisweiler. Er eckte trotz der sportlichen Erfolge bei Cosmos an, sowohl bei den Starspielern als auch bei der Vereinsführung. Als er beim „Soccer Bowl '80“ Beckenbauer in der Abwehr aufbot und Carlos Alberto auf die Bank verbannte, brachte er den Brasilianer gegen sich auf, der den Verein daraufhin verließ. Sein größter Gegner bei Cosmos war Torjäger Chinaglia. Dieser warf Weisweiler unter anderem vor, dass Cosmos unter ihm der öffentlichkeitswirksame Charakter verloren gegangen sei und dass er diesen einem konservativen und zurückhaltenden Stil geopfert habe. Diese Bemerkung spielt auf Weisweilers wenig publikums- und medienwirksame Art an. Sein Konzept, eine Mannschaft nicht mit prominenten internationalen Altstars, sondern vorrangig mit jungen Amerikanern zu formen, stieß bei den Cosmos-Verantwortlichen auf wenig Gegenliebe. Sie waren der Meinung, dass in erster Linie zugkräftige Namen für genügend Bekanntheit und damit wirtschaftlichen Erfolg sorgten. Der unerwartet frühzeitige Abgang von Beckenbauer, der im Herbst 1980 in die Bundesliga zurückgekehrt war, trug mit dazu bei, dass Weisweiler bereits vor der 1982er Runde nach Gesprächen mit Nesuhi Ertegün, dem Jazz-Produzenten und damaligen Aufsichtsratsvorsitzenden von Cosmos New York, seinen Abschied verkündete.

## Grasshopper Club Zürich 1982–1983
Im Februar 1982 deutete zunächst vieles auf Weisweilers Rückkehr in die Bundesliga hin. Eintracht Frankfurt suchte einen Nachfolger für Trainer Lothar Buchmann, der zum Saisonende gekündigt hatte. Präsident Axel Schander nannte Weisweiler einen „Wunschtrainer“ und war nach ersten Gesprächen wenige Tage später zuversichtlich, dass dieser an den Main kommen würde. Der wies in einem Interview Anfang März darauf hin, dass es mit dem Grasshopper Club Zürich noch einen zweiten ernsthaften Interessenten gäbe und er sich noch nicht entschieden habe:

„Meine Situation ist doch die: Soll ich noch einmal eine Herausforderung annehmen, mit allem, was dahintersteckt? Ich ginge gewiß nicht blauäugig in die Bundesliga. Andererseits bin ich in einem Alter, wo man sich die Frage stellt: Willst du nicht langsam mal auspendeln lassen? Meine Arbeit ist keine Frage des Geldes, davon habe ich genug. […] Ich möchte noch einmal eine Mannschaft nach meinen Vorstellungen formen, egal ob in der Schweiz oder in der Bundesliga.“

Wenige Tage später unterschrieb Weisweiler in Zürich einen Zweijahresvertrag. Er wechselte zu einem Verein, bei dem Präsident Karl Oberholzer für eine langjährige und souveräne Clubführung stand und der über hinreichende finanzielle Mittel für eventuelle Verstärkungen verfügte. Weisweiler fand diesbezüglich günstigere Rahmenbedingungen vor als in Frankfurt. Zudem überzeugte er sich bei einem Ligaspiel auf dem Hardturm vom spielerischen Potenzial des Kaders und attestierte ihm „absolutes Bundesligaformat“.
Die Grasshoppers hatten zwar unter dem deutschen Trainer Timo Konietzka 1982 die Schweizer Meisterschaft gewonnen, der Club lag aber in der Zuschauergunst weit hinter Luzern, Servette, Aarau und dem Stadtrivalen FC Zürich. Der „Startrainer“ Weisweiler sollte den Erfolg auf nationaler und internationaler Ebene festigen. In der Spielzeit 1982/83 erfüllten sich die hohen Erwartungen teilweise. Grasshoppers scheiterte zwar im europäischen Landesmeister-Cup in der ersten Runde an Dynamo Kiew, verteidigte jedoch nicht nur den Meistertitel, sondern gewann auch nach 27 Jahren die Sandoz-Trophäe im Cup-Finale. Für Weisweiler war dieser Doppelerfolg nach 1978 das zweite „Double“.

## Tod und Gedenken 1983

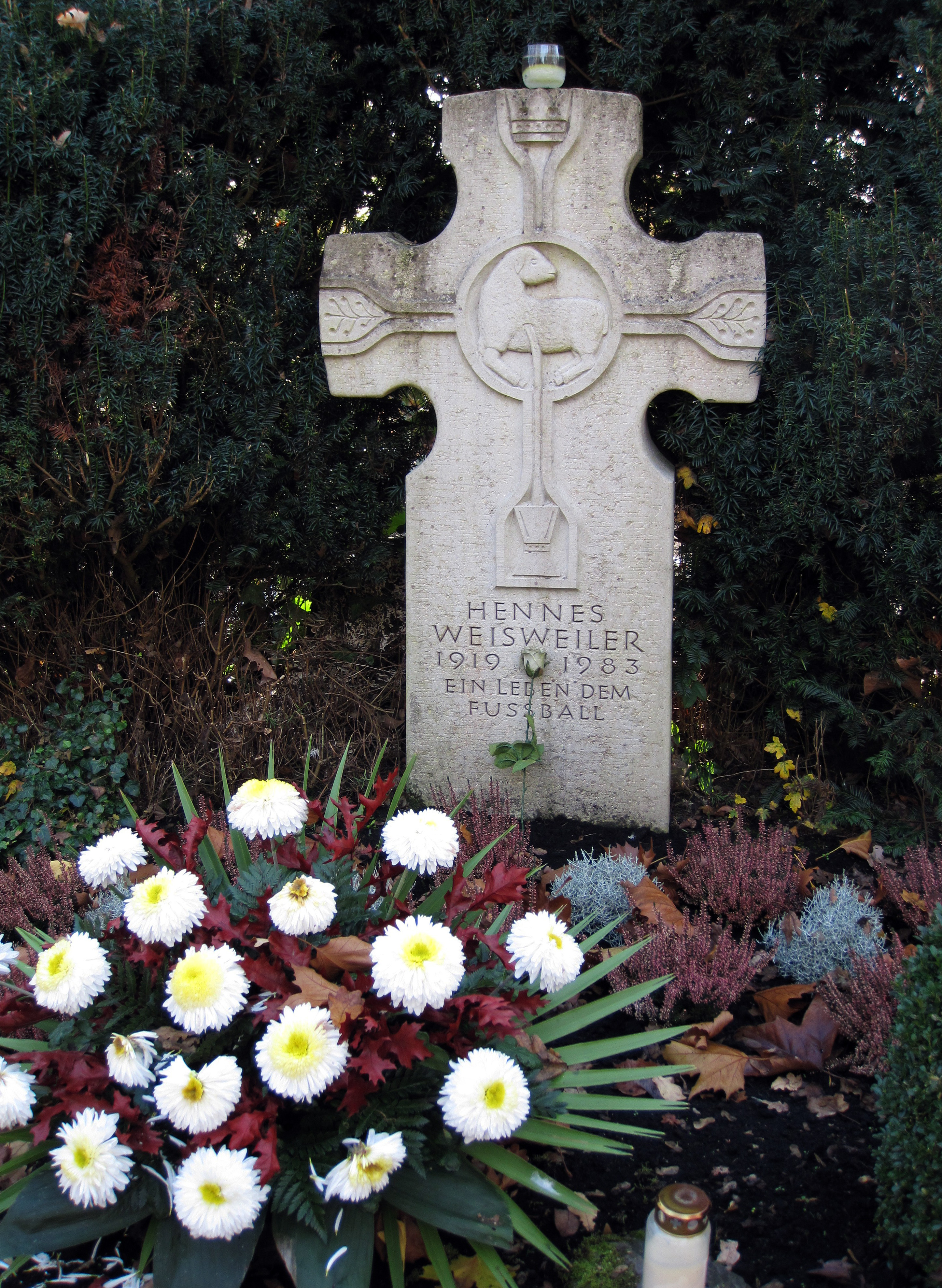
Grab von Hennes Weisweiler auf dem Friedhof in Lechenich-Heddinghoven

Am 5. Juli 1983, nur drei Wochen nach dem Pokalsieg mit GC Zürich, starb Hennes Weisweiler im Alter von 63 Jahren an einem Herzinfarkt in seinem Haus in Aesch bei Birmensdorf, einer Ortschaft in der Nähe von Zürich. Er hatte vorgehabt, hier seine Karriere langsam ausklingen zu lassen und sich ausschließlich seiner Familie und dem Schreiben seiner Memoiren zu widmen.
Sein ebenso plötzlicher wie unerwarteter Tod löste große Betroffenheit und Anteilnahme aus. Sein Leichnam wurde im Kölner Dom aufgebahrt. Dies war eine Ehre, die außer ihm lediglich dem früheren Bundeskanzler Konrad Adenauer sowie dem Erzbischof Joseph Kardinal Höffner zuteilwurde. 6000 Menschen, darunter zahlreiche Persönlichkeiten aus Sport und Politik, kamen zum letzten Geleit. Beigesetzt wurde er im heimischen Lechenich; sein Grabstein trägt die Inschrift „Ein Leben dem Fußball“.
Weisweilers Tod fand in der nationalen und internationalen Presse große Resonanz. Einen ausführlichen Nachruf widmete ihm die spanische Sportzeitung El Mundo Deportivo, die dem Leben und Wirken von Hennes Weisweiler in ihrer Ausgabe vom 6. Juli 1983 sieben Seiten widmete. Im deutschen Kicker-Sportmagazin charakterisierte Harald Landefeld Weisweiler mit den Worten:

„Nicht immer hat er sich Freunde gemacht. Aber immer hatte er welche. Letztlich waren sie ihm lieber als sein ganzes vieles Geld, das er im Laufe seiner großen internationalen Karriere verdient hat. War ihm doch ein Leben ohne Geld denkbar, eines ohne Freunde nicht.“

Der damalige Kicker-Chefredakteur Karl-Heinz Heimann fügte hinzu:

„Hennes war Lehrer des Fußballs im wahrsten Sinne des Wortes und bis zum Schluß ein geradezu fanatisch Lernender. […] Herberger imponierte besonders die Weisweilersche Begabung, Theoretisches und Praktisches miteinander zu verbinden. […] Weisweiler, als Spieler einer, dem Sicherheit über alles ging, war als Trainer ein geradezu fanatischer Anhänger des offensiven Spiels. Zu einem Zeitpunkt, da sich im deutschen Fußball weitgehend alles an der Sicherheit orientierte, sorgten er und sein einstiger Schüler Čajkovski (inzwischen bei den Münchner Bayern) mit ihren 1965 aufgestiegenen Mannschaften für frischen Wind in der Bundesliga. Die Begeisterung, mit der seine Gladbacher ‚Fohlen‘ stürmten, übertrug sich auf die Ränge in den deutschen Stadien. […]
Der Fußball – und nicht nur der deutsche – hat einen Menschen verloren, dessen Sinnen und Trachten immer darauf gerichtet war, das Spiel weiterzuentwickeln, voranzutreiben. […] Seine Erfolge sind in den Meisterlisten dreier Länder verewigt. Der Mensch Hennes Weisweiler wird allen im Gedächtnis bleiben, die das Glück hatten, mit ihm zu tun zu haben. Adieu Hennes!“

Hennes Weisweiler war verheiratet. Aus der Ehe ging ein Sohn hervor; John Weisweiler ist seit 2023 Inhaber der Professur für Alte Geschichte an der Ludwig-Maximilians-Universität München.

### Nachruhm

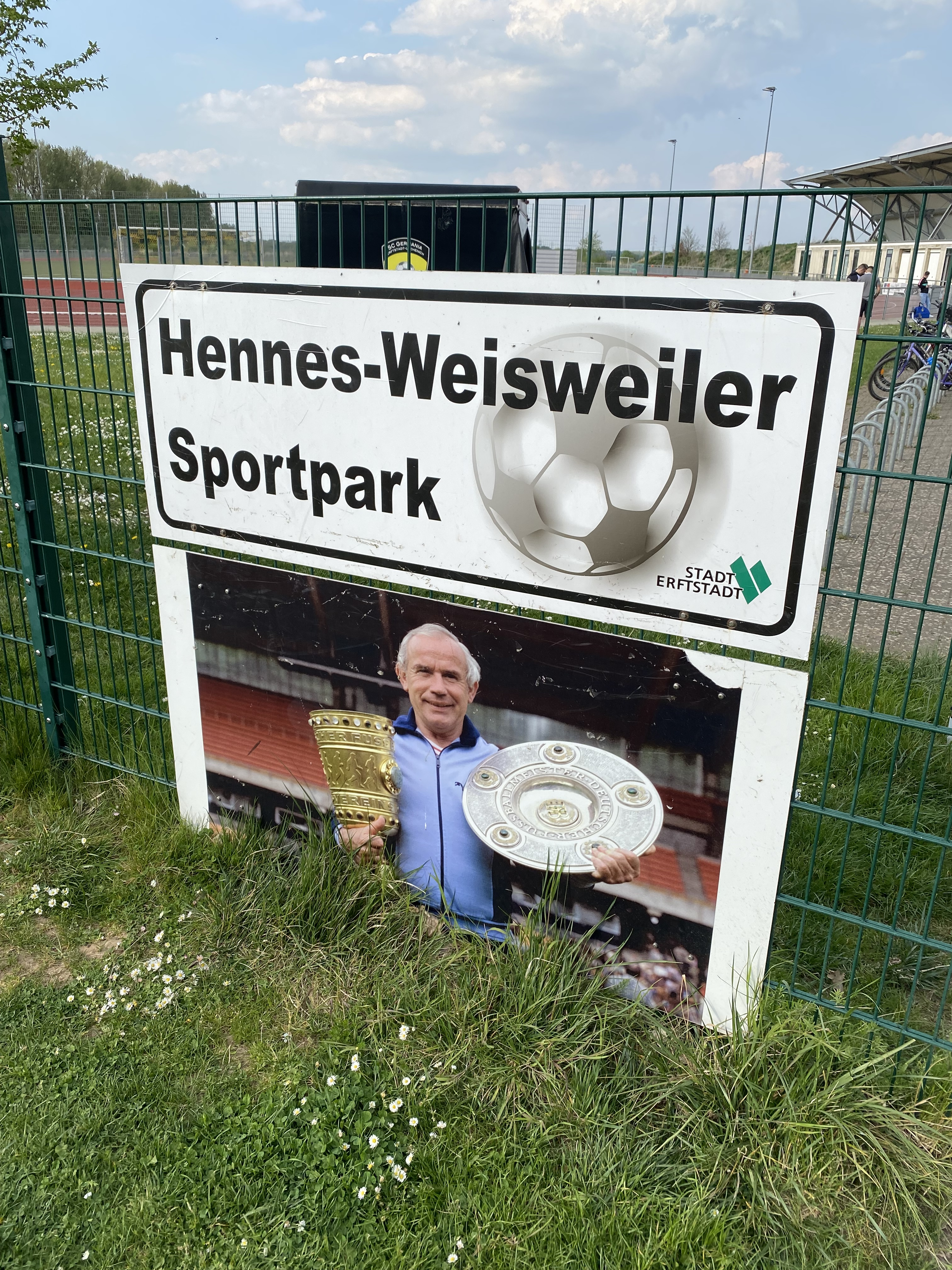
Tafel am Eingang zum Hennes-Weisweiler-Sportpark in Lechenich

Das Nachwuchsleistungszentrum des Drittligisten Viktoria Köln trägt seit 2014 den Namen Jugend- und Leistungszentrum Hennes Weisweiler.
Am 22. Mai 2015 wurde in Erftstadt-Lechenich die 2011 erbaute Sportanlage mit Kunstrasenplatz im Gedenken an einen der bekanntesten Bürger dieser Stadt in Hennes-Weisweiler-Sportpark umbenannt.
Die Zufahrtsstraße zum Borussia-Park, dem Fußballstadion von Borussia Mönchengladbach, wurde ebenfalls nach Weisweiler benannt.

## Erfolge
International
- UEFA-Pokalsieger: 1975
- UEFA-Pokalfinalist: 1973

Bundesliga
- Deutscher Meister: 1970, 1971, 1975, 1978
- Deutscher Vize-Meister: 1974
- Bundesliga-Aufstieg: 1965

DFB-Pokal
- DFB-Pokalsieger: 1973, 1977, 1978

North American Soccer League
- North American Soccer League Meister: 1980

Schweizer Nationalliga A
- Schweizer Meister: 1983

Schweizer Cup
- Schweizer Cup Sieger: 1983

## Ehrungen
- 1977: Kicker-Trainer des Jahres
- 1980: Verdienstkreuz am Bande der Bundesrepublik Deutschland
- 2018: Aufnahme in die Hall of Fame des 1. FC Köln[98]

## Veröffentlichungen
Fußball-Lehrbücher
- Hennes Weisweiler: Der Fußball. Taktik, Training, Mannschaft. 1. Auflage. Hofmann, Schorndorf bei Stuttgart 1959 (8. Aufl. = ISBN 3-7780-3028-0).
- Helmut Bantz, Hennes Weisweiler, Karlheinz Grindler: Spiel und Gymnastik für den Fußballer. 1. Auflage. Hofmann, Schorndorf bei Stuttgart 1965 (7. Aufl. = ISBN 3-7780-3197-X).
- Hennes Weisweiler: Technik, Taktik, Tore. Reiff Verlag, Offenburg 1980, DNB 821156217.

Weitere Fachbücher
- Hennes Weisweiler, Roland Gööck: IX. Fußball-Weltmeisterschaft Mexico 1970. Bertelsmann-Sachbuchverlag, Gütersloh 1970.
- Hennes Weisweiler (Hrsg.): X. Fußball Weltmeisterschaft. Deutschland 1974. Bertelsmann, München/Gütersloh/Wien 1974, ISBN 3-570-00036-2.
- Hennes Weisweiler: Meine geheimen Fußball-Tricks. F. Schneider, München/Wien 1978, ISBN 3-505-07094-7.